# Східний фронт (Перша світова війна)
Схі́дний фронт Пе́ршої світово́ї війни́ або Східноєвропе́йський теа́тр воє́нних дій Пе́ршої світово́ї війни́ (1914—1918) — воєнні дії, що проходили в роки Першої світової війни на території Східної Європи. У Російській імперії також мав назву Другої вітчизняної війни.
Театр воєнних дій охоплював колосальну територію на сході Європейського континенту й простягався від Балтійського до Чорного морів між Російською імперією та Румунським королівством з одного боку й Центральними країнами (Німецькою, Австро-угорською імперіями та Болгарським царством) — з іншого.
На першій стадії збройного конфлікту, російська імператорська армія, скориставшись тим, що левова частка імперської армії Німеччини зосередилась на Західному фронті для нанесення вирішального удару по бельгійській та французькій арміях, здійснила спробу вторгнутись до Східної Пруссії. Однак, німецькі війська вдалим маневром спромоглися спочатку зупинити наступ противника, а згодом і завдати росіянам поразки. Водночас, на південному фланзі театру війни, австро-угорська армія не змогла протистояти російському наступу в Галичині та відступила.
З 1915 року ситуація кардинально змінилась. Перекинувши частину своїх боєздатних та обстріляних дивізій і корпусів із Заходу, німці у взаємодії з австро-угорським військом завдали росіянам потужного удару. Після розгрому російської армії в ході наступу під Горлицею, армії Троїстого союзу прорвали фронт оборони супротивника та, завдавши нищівної поразки, просунулися вглиб території Російської імперії на кілька сотень кілометрів.
У 1916 році Російська імперія здійснила спроби переломити хід воєнних дій на театрі на свою користь, але бої під Нарочю, під Барановичами та Мітавою значного успіху не мали. Єдиним успіхом російської армії став Брусиловський прорив, який у цілому не змінив ситуацію на фронті. В серпні 1916 року, натхненна вдалим проведенням цього наступу, у війну на боці Антанти вступила Румунія, але у швидкоплинній кампанії румунська армія була вщент розбита німецько-австрійським військами з півночі та болгарською армією з півдня й лише допомога царської Росії врятувала її від нищівного розгрому. Східний фронт розтягнувся аж до Чорного моря.
Лютнева революція в Росії призвела до краху самодержавства, цар Микола II був змушений відректись престолу. У країні проголошено республіку, до влади прийшов Тимчасовий уряд на чолі з О. Керенським. Проте, Російська республіка не відмовилась від своїх союзних зобов'язань і продовжила вести війну на всьому просторі Східного фронту. Влітку війська Керенського ініціювали стратегічний наступ у Галичині, але, наштовхнувшись на потужну оборону німецьких та австрійських військ, зупинились і згодом відступили.
Після жовтневого перевороту, коли в Росії за підтримки австро-німецького блоку до влади прийшли більшовики, бойові дії на Східному фронті припинилися. Більшовики уклали перемир'я із Центральними державами і почали готуватися до підписання сепаратного мирного договору. Румунія, виявившись в ізоляції, також була вимушена укласти перемир'я з Німеччиною та її союзниками та 7 травня 1918 року підписати з ними мир. 3 березня 1918 року між більшовиками і Центральними державами був заключений Берестейський мирний договір, що позбавляв Російську імперію величезних територій і перетворював її, фактично, у залежну від Німеччини державу.

## Географічні умови театру
Східноєвропейський театр війни охоплював величезні території Східної та Центральної Європи. На первинній фазі війни він включав усю смугу місцевості поздовж західних кордонів Російської імперії та Німеччини й Австро-Угорщини: Російську Польщу, Східну Пруссію, східну частину провінцій Позен і Сілезії, а також Галичину. Із заходу театр воєнних дій обмежувався рікою Віслою; з півдня — Карпатськими горами і румунським кордоном; зі сходу — лінією Петербург — Великі Луки — Смоленськ — Гомель — Київ і річкою Дніпро; з півночі — Балтійським морем. Протяжність театру по фронту від Балтійського моря до російсько-румунського кордону становила близько 850—900 км (по лінії Кенігсберг — Чернівці), максимальна глибина — близько 500 км (від лінії Барановичі — Рівне до кордону з Німеччиною (трохи західніше міста Лодзь).
За загальним географічним виглядом театр був переважно рівнинний та цілком придатний для широких маневрових операцій і зручний для розгортання та застосування великої кількості військ. Рівнинний, почасти горбистий, почасти у вигляді пагорбів, лісисто-болотистих і озерних ділянок елементи яких грали переважно тактичне значення, за винятком деяких районів, які мали і стратегічне значення.
Мережа залізничних ліній протиборчих сторін була нерівномірною. У той час як Німеччина і частково Австро-Угорщина мали широко розвинену і насичену мережу залізниць, що було впливовим чинником щодо мобілізації, зосередження і харчування масових армій, а також спроможностей для швидкого перекидання їх як з фронту на фронт, так і в районі однієї операції, то в Російській імперії залізниці були розвинені слабо. Російська залізнична мережа не була підготовлена до наступальних операцій і не могла одночасно витримати навантаження оперативних перевезень і постачання армій; вона була трохи розвиненіша на німецькому фронті, й зовсім погано на австрійському.

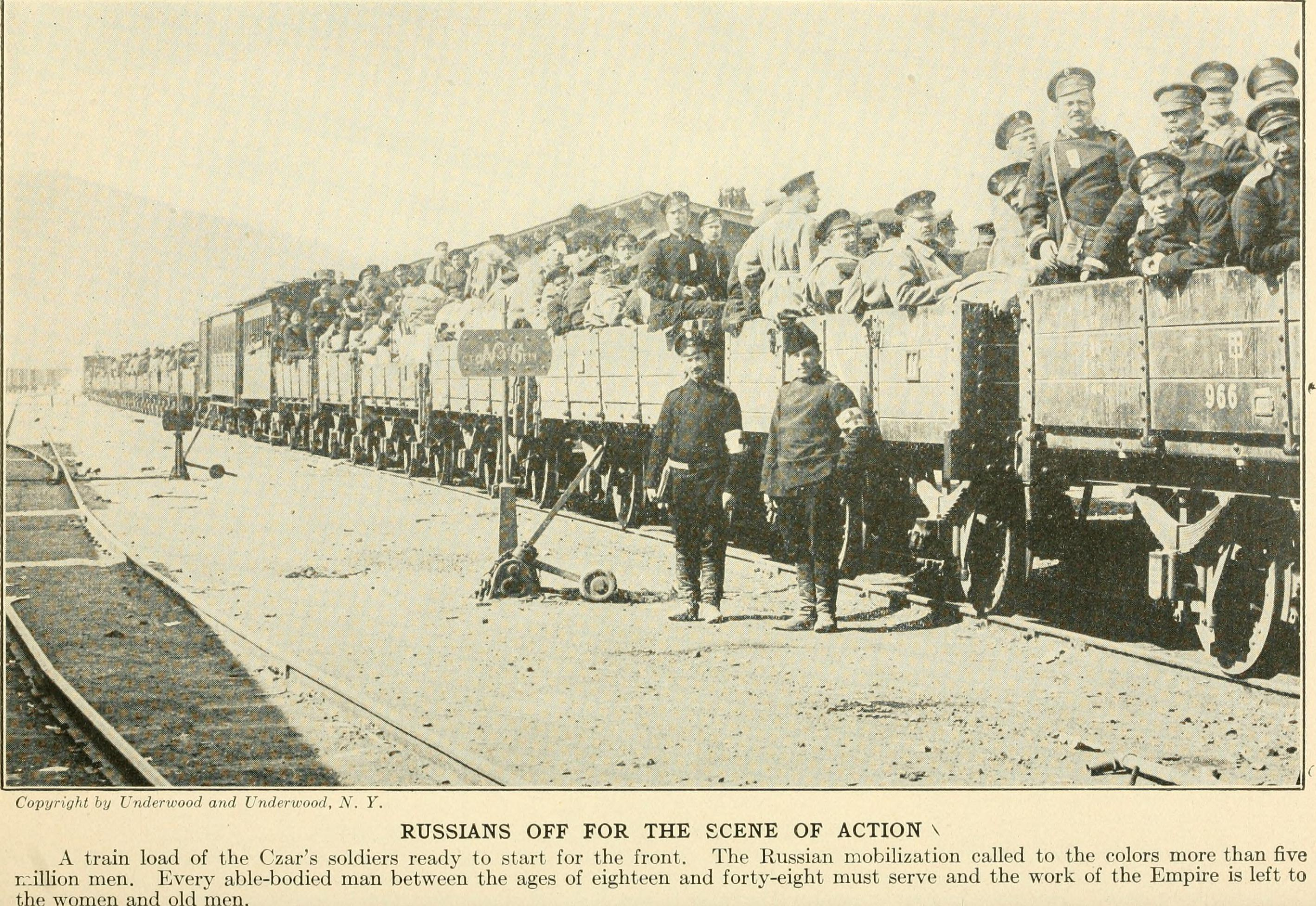
Перекидання російських військ залізницею до фронту. Літо 1914 року

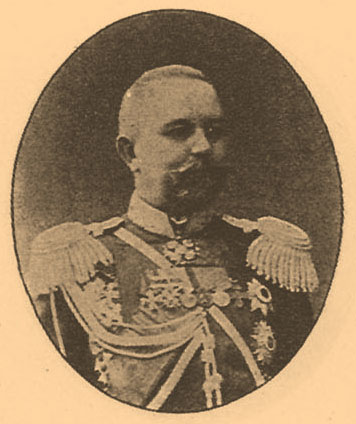
Начальник Головного штабу Російської імператорської армії генерал від інфантерії Міхневич М. П.

## Плани сторін
За планом начальника німецького генерального штабу — генерала Альфреда фон Шліффена, призначеного на цю посаду ще в 1891 році, який вважав що у війні на два фронти домагатися швидкої перемоги слід спочатку над Францією, німецьке вище керівництво розгортало головні сили на заході, обмежившись на сході невеликим заслоном проти Росії. За оцінкою німецького військового командування Німецька імперія розраховувала вести війну проти Росії не одна, а разом зі своєю спільницею — Австро-Угорщиною, яка підписала угоду з кайзером в 1879 році. Великі надії німецький генеральний штаб покладав також на те, що на боці Німеччини виступить і Румунія, яка в 1883 році уклала з цього приводу таємну конвенцію з Австро-Угорщиною.
Розгром французько-британської армії німецький генеральний штаб передбачав закінчити за 6 — 8 тижнів. Після цього слід було повернути всі сили на схід з метою розгрому Росії. В основу цього задуму покладено ідею швидкоплинної війни.
Своєю чергою Росія розпочала процес планування війни відразу після завершення французько-прусської війни. 1880 року начальником головного штабу збройних сил Російської імперії генералом від інфантерії М. Обручевим був представлений перший замисел плану ведення війни з Німеччиною і Австро-Угорщиною. Через зміни у політичній обстановці план постійно вдосконалювався та врешті-решт у 1900 році Головний штаб Росії представив новий план війни, в якому вперше передбачалося створення проміжної інстанції управління військами на театрі військових дій — командувань фронтами. Всі армії на західному кордоні Росії в разі війни об'єднувалися у дві групи — Північний фронт (проти Німеччини) і Південний фронт (проти Австро-Угорщини).
У цілому російський план розгортання розроблявся у двох варіантах. Якби Німеччина направила свої головні сили спільно з Австро-Угорщиною проти Росії, то російська армія повинна була розгортатися за спрощеним варіантом «Г», за яким більшість російських зусиль цілеспрямовано зосереджувалась проти Німеччини. В разі, якщо б Німеччина направила свої головні сили проти Франції, існував варіант «А», за яким російський Генеральний штаб планував головний удар завдати проти Австро-Угорщини, зосередивши основну масу військ на південь від Полісся.
Влітку 1914 року для розгортання російських армій прийнято варіант «А». За цим варіантом проти Німеччини на рубежі Шавли — Ковно — річок Німану, Нарви, Західного Бугу розгортався Північно-Західний фронт у складі 1-ї і 2-ї армій (19 піхотних польових, 11 другочергових піхотних і 9,5 кавалерійських дивізій). Проти Австро-Угорщини на лінії Івангород — Люблін — Холм — Дубно — Проскурів розгортався Південно-Західний фронт у складі 3-ї, 4-ї, 5-ї і 8-ї армій (33,5 піхотних польових, 13 піхотних другочергових і 18,5 кавалерійських дивізій). Російські армії мали спільне завдання перейти в наступ з метою перенесення війни на територію Німеччини і Австро-Угорщини.

## Початок
28 червня 1914 року після резонансного вбивства членом організації «Млада Босна» Гаврилом Принципом спадкоємця австрійського трону Франца Фердинанда в Сараєво усю Європу охопила політична криза.
27 липня російський імператор Микола II оголосив мобілізацію у чотирьох військових округах, а 30 липня заявив про загальну мобілізацію. В цей час у Австро-Угорщини та Німеччини з'явились підстави вважати, що Франція не надто впевнено підтримує Росію, адже французький уряд діяв нерішуче. Однак французький посол у Петербурзі Моріс Палеолог запевняв росіян, що Франція готова виконати зобов'язання союзника. 27 липня міністри обох сторін висловили сподівання, що в разі початку війни російське командування терміново розгорне військові дії у Східній Пруссії.
28 липня 1914 року Австро-Угорщина, підтримана Німецькою імперією, оголосила війну Сербії. У відповідь на це Микола II оголосив про часткову мобілізацію у чотирьох військових округах. На що Німецька імперія заявила протест з вимогою зупинити мобілізацію, в разі ж неприпинення німецька сторона залишала за собою право почати власну мобілізацію. 31 липня в Російській імперії оголошено загальну мобілізацію. У відповідь на це 1 серпня 1914 року Німеччина оголосила війну Росії. 3 серпня до Росії приєдналася Франція, 4 серпня — Велика Британія, і всі основні учасники почали воєнні дії.
Після оголошення війни протягом так званого початкового періоду війни противники не були в змозі негайно почати військові дії в широкому масштабі, тому що в прикордонних районах розташовувалась лише обмежена кількість військ, необхідна для прикриття кордону з початком мобілізації. Решта частин розміщувались всередині країн і до повного їхнього зосередження противники обмежувалися діями розвідувального характеру і дрібними сутичками між підрозділами прикриття державного кордону.

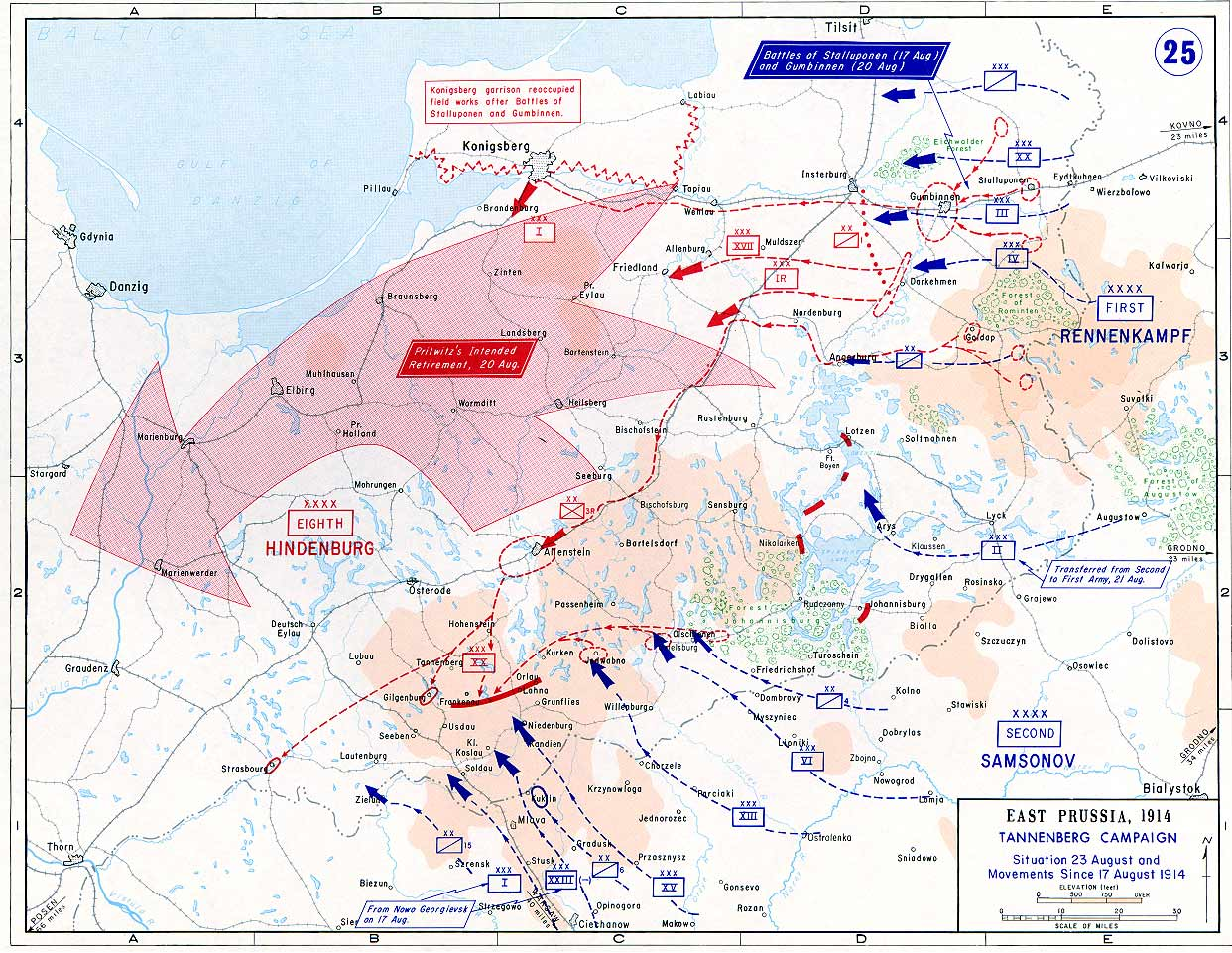
Початкова фаза Східно-Прусської операції. 17—23 серпня 1914

## Хід війни на Східному фронті

### Кампанія 1914 року

#### Східно-Прусська операція
17 серпня 1914 року на північному фланзі Східного фронту розпочались активні бойові дії. Російська армія, що мала стратегічною метою розбити 8-му німецьку армію генерала М. фон Прітвіца і захопити Східну Пруссію, перейшла в наступ, щоб відвернути на себе великі німецькі сили з Західного фронту і не дозволити Німеччині розгромити французьку армію і вивести Францію з війни.

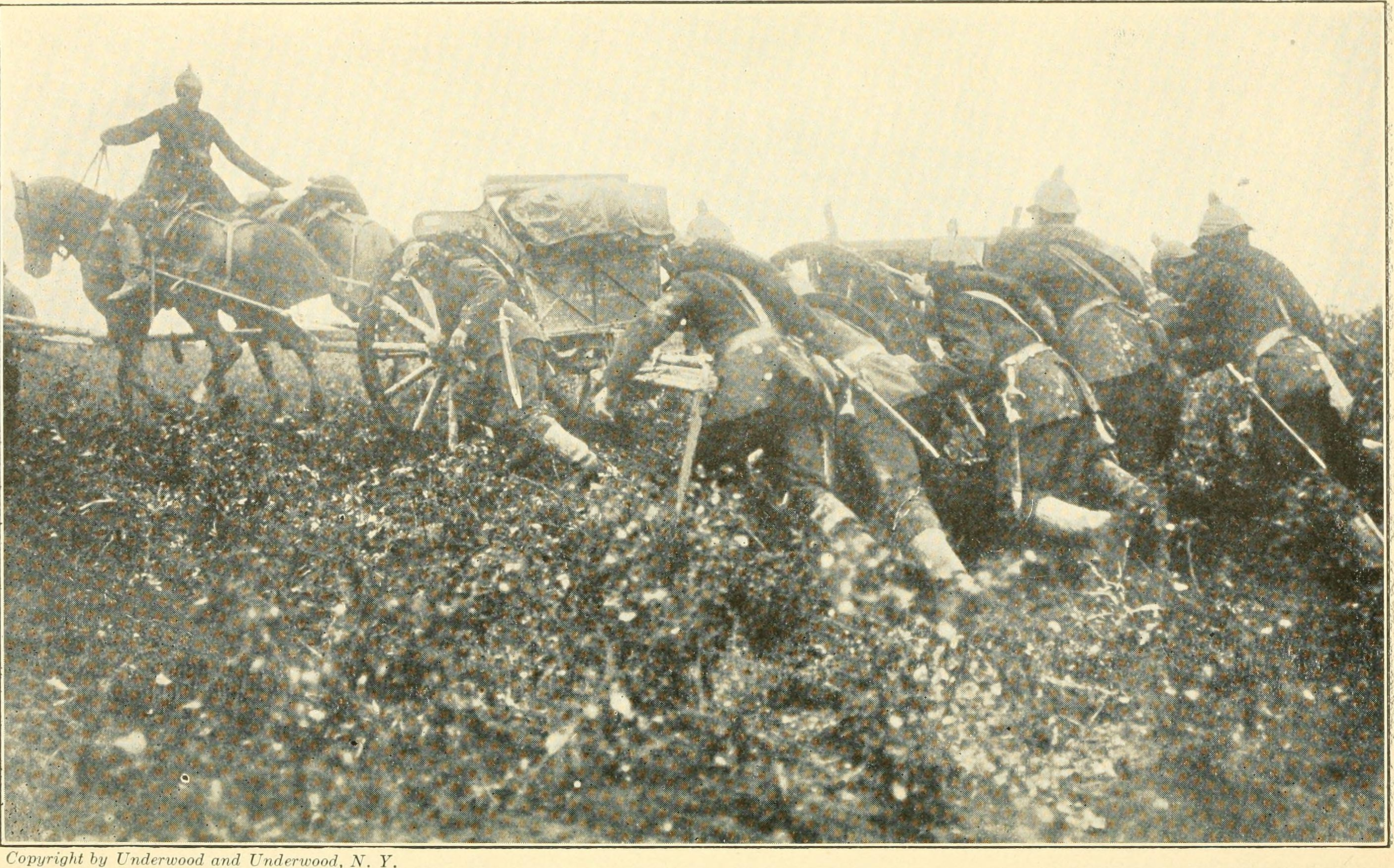
Німецькі артилеристи переміщають гармату на вогневу позицію. 1914

Військам Миколи II ставилося завдання завдати поразки противнику і опанувати Східною Пруссією з метою створення вигідного положення для розвитку подальших операцій по вторгненню в межі Німеччини. 1-ша армія генерала від кавалерії Ренненкампфа П. К. мала наступати в обхід Мазурських озер з півночі, відрізаючи німців від Кенігсберга (нині Калінінград). 2-й армії генерала від кавалерії Самсонова О. В. належало вести наступ в обхід цих озер із заходу, не допускаючи відведення німецьких дивізій за Віслу. Загальний задум операції полягав в охопленні німецького угруповання з обох флангів.
Східно-Прусська операція почалася 4 (17) серпня наступом 1-ї армії, яка перейшла державний кордон з Німеччиною, ввела свої формування на територію Східної Пруссії. Того ж дня сталось перше зіткнення з противником поблизу Сталлупенена (нині Нестеров). Попри 5-кратну перевагу в силах (84 000 російських військовиків проти 16 000 німецьких), російська армія зазнала поразки, проте продовжила подальший наступ, а німецькі війська І-го корпусу генерала Г. фон Франсуа змушені були відступити до Гумбіннена.
20 серпня 1914 року російські війська нарешті здобули перемогу над військами генерала М. фон Прітвіца в одній з наймасштабніших битв Першої світової війни — битві при Гумбіннені і змусили противника відступити.
Дізнавшись про поразку головних сил 8-ї армії біля Гумбіннена, командир 1-го резервного корпусу імперської армії генерал О. фон Белов також віддав наказ про відхід.

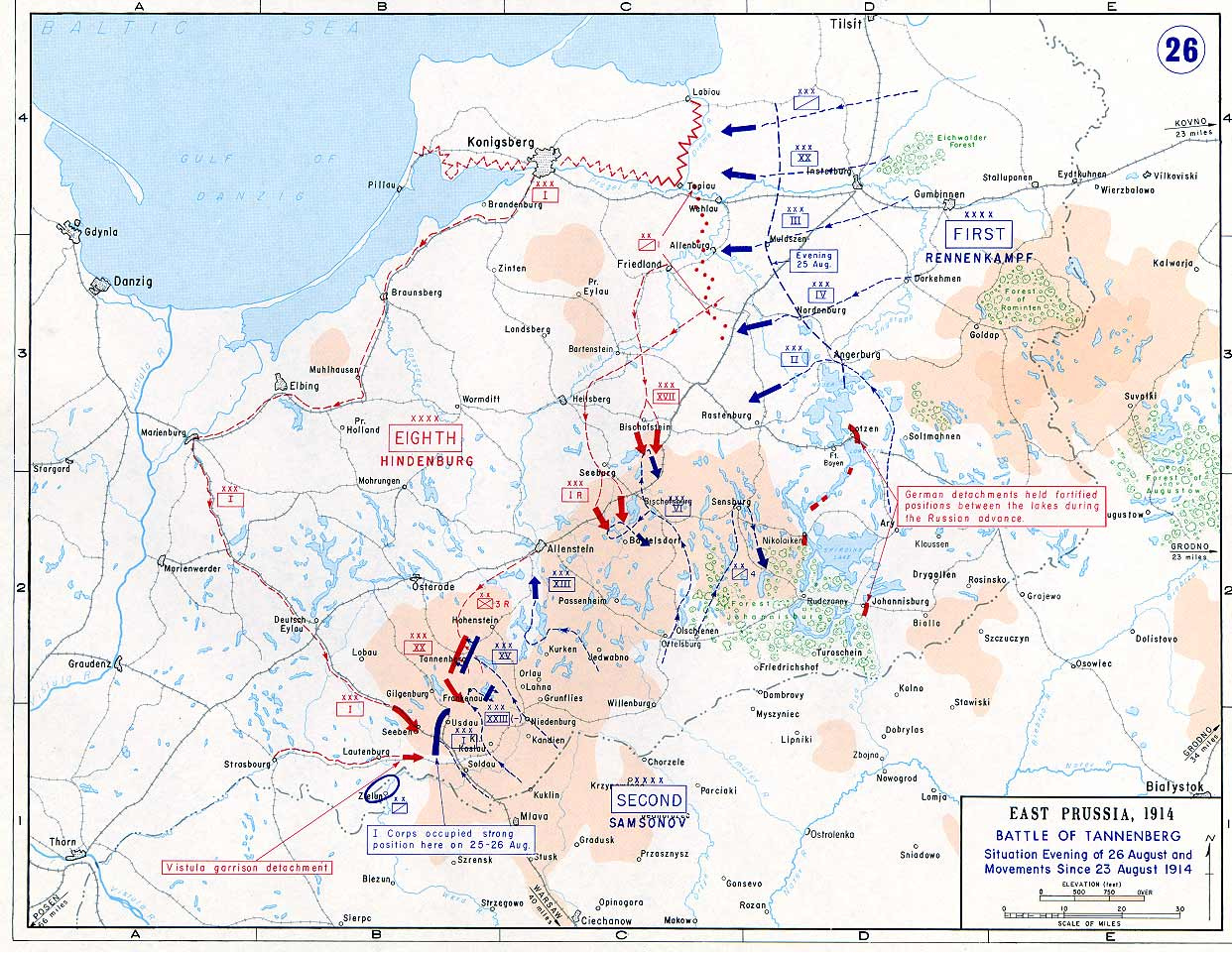
Східно-Прусська операція. 21—25 серпня 1914 року

Обстановка дозволяла російському командуванню завдати поразки 8-ї німецької армії, але сприятливий момент був прогавлений. Замість того, щоб організувати переслідування розбитих у Гумбінненській битві німецьких військ, генерал Ренненкампф віддав наказ про відпочинок протягом двох діб, щоб привести армію до ладу. Німецька розвідка та радіоперехоплення підтвердили, що 1-ша російська армія Ренненкампфа стоїть на місці, і штаб 8-ї армії пішов на великий ризик, почавши перекидання корпусу Франсуа залізницею для удару проти лівого флангу 2-ї російської армії Самсонова, яка 20 числа перетнула німецький кордон. Корпуси Макензена і Белова мали висуватися в похідному порядку проти правого флангу армії Самсонова.
21 серпня начальник Генерального штабу генерал-полковник Г. Мольтке вирішив змістити фон Прітвіца та його начальника штабу генерала Вальдерзее і призначити на їхнє місце генералів Гінденбурга і Людендорфа. 23 серпня вони прибули до штабу 8-ї армії й схвалили план удару по 2-й армії росіян.

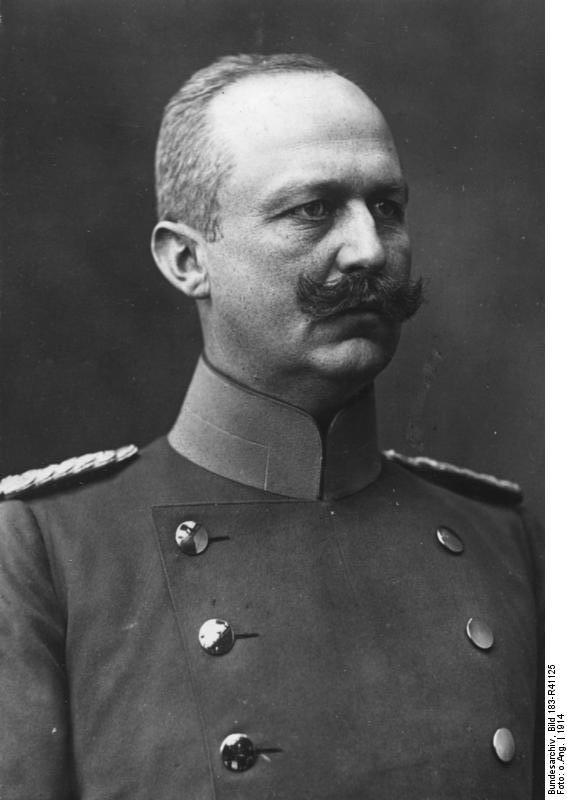
Німецький генерал-майор Еріх Людендорф. 1914

На відміну від штабу 8-ї армії, російські штаби не мали достатньої інформації про противника. Ставка визнала операцію переважно закінченою і працювала над планом наступу на Познань, у зв'язку з чим командувачу фронту Жилінському Я. Г. відмовлено у посиленні 2-ї армії, тому командування Північно-Західного фронту не вжило всіх заходів для того, щоб запобігти поразці 2-ї армії.
У Таннеберзькій битві, що точилась з 26 по 30 серпня 1914 року, російські війська генерала Самсонова були вщент розгромлені, рештки в безладі відступили зі Східної Пруссії. У ніч на 30 серпня генерал Самсонов покінчив з собою.

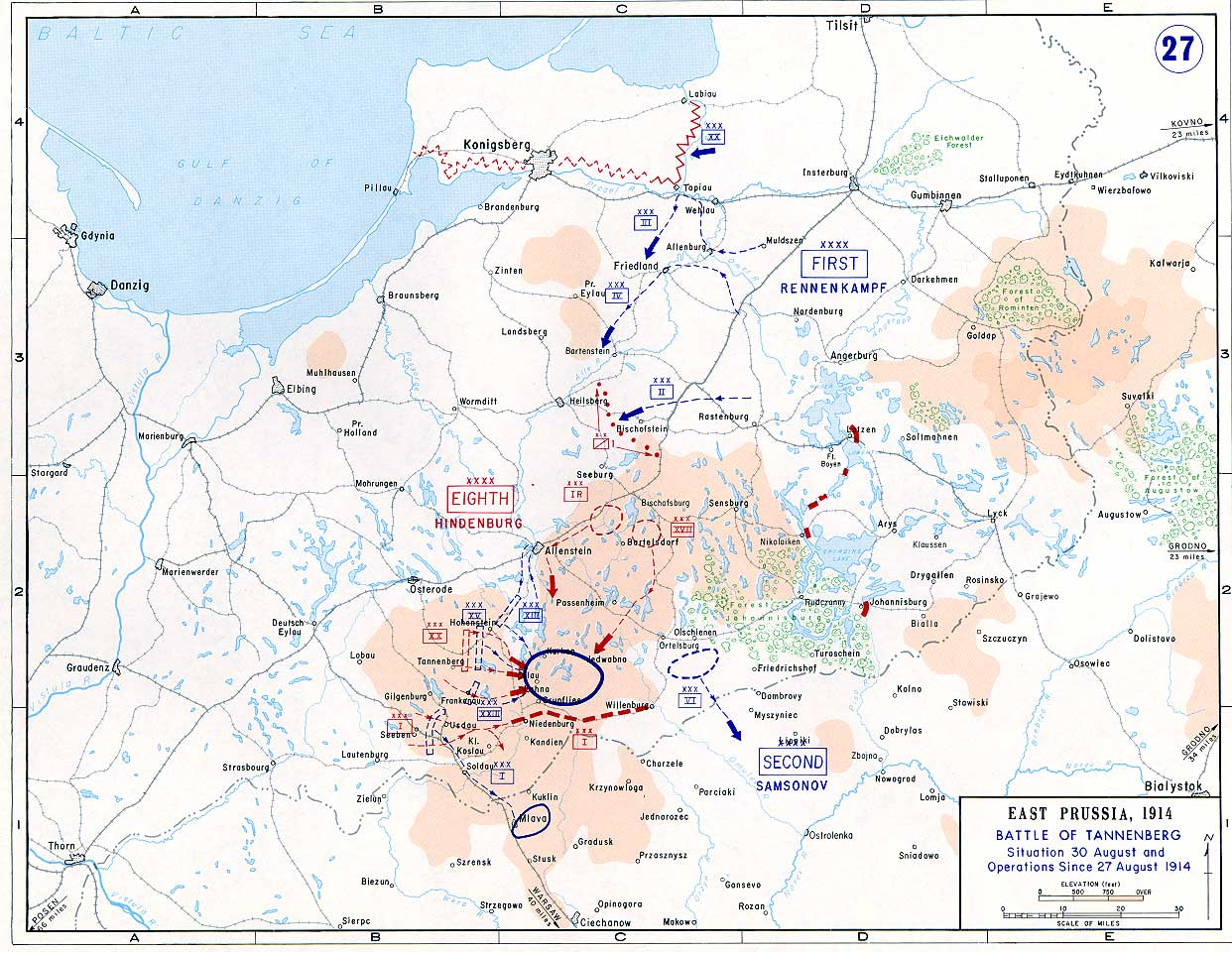
Східно-Прусська операція. 27—30 серпня 1914 року

Тим часом, генерал Ренненкампф віддав наказ про відхід 1-ї армії, яку прикривали переважно 2-й та 20-й корпуси, що в ар'єргардних боях стримали переважаючі сили німців. До 14 вересня 1-ша армія відійшла до Середнього Німану, втративши близько 15 тисяч осіб (загиблими, пораненими та полоненими) і 180 гармат. Хоча 1-ша армія і відійшла, німецький план її оточення і знищення не вдався, завдяки своєчасному рішенню Ренненкампфа про відступ і завзятості дій ар'єргардних корпусів. Армія була просто видавлена зі Східної Пруссії.

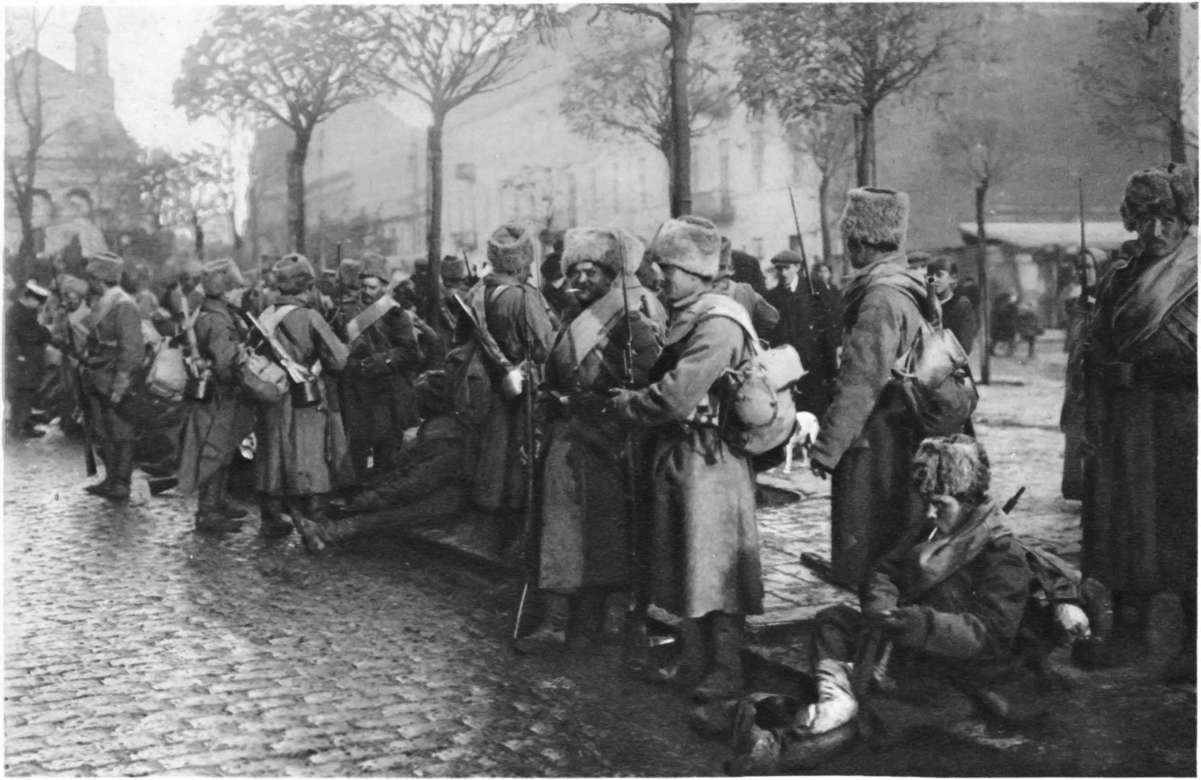
Війська російських корпусів у Варшаві. Осінь 1914 року

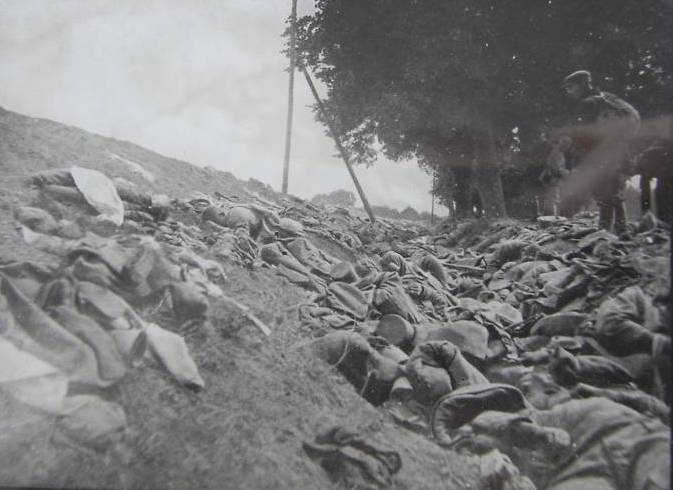
Загиблі російські солдати біля Уздау. Битва під Танненбергом. Серпень 1914

#### Галицька битва
На південному фланзі Східного фронту російським військам протистояло угруповання військ противника у складі чотирьох австро-угорських армій (ерцгерцог Фрідріх Австрійський, фельдмаршал Ф. фон Гецендорф), а також німецька група генерала Р. фон Войрша. На початку серпня було вирішено, не чекаючи повного зосередження і розгортання своїх армій, атакувати австро-угорські війська в Галичині, завдати їм поразки і перешкодити їхньому відходу на південь за Дністер і на захід до Кракова. 4-та і 5-та армії мали наступати з району Любліна і Холма на Перемишль і Львів, 3-тя і 8-ма армії — з району Рівне і Проскурова на Львів і Галич. Дністровському загону ставилося завдання, діючи в межиріччі Дністра і Прута, забезпечувати лівий фланг фронту.
У свою чергу, австро-угорське командування планувало завдати головний удар силами своїх 1-ї і 4-ї армій між Віслою і Бугом у північному напрямку, щоб розгромити 4-ту і 5-ту російські армії біля Любліна і Холма, вийти до тилів військ Південно-Західного фронту. Удар мав забезпечуватися з заходу наступом вздовж лівого берега Вісли групи Куммера і корпусу Войрша. 3-тя армія прикривала район Львова. Група Кевеса отримала завдання відбити можливий наступ росіян на Стрий і Станіслав.
Наполегливе бажання супротивних сторін домогтися здійснення своїх задумів призвело до грандіозної Галицької битви, яка розгорнулася між Дністром і Віслою. У період з 18 серпня по 21 вересня 1914 року на 400-км фронті від р. Вісла до Румунії російські 3-тя, 4-та, 5-та та 8-ма армії (70 піхотних і кінних дивізій, близько 700 тис. осіб) вступили у велику битву з 2-ю, 3-ю та 4-ю австро-угорськими арміями (56 дивізій, близько 830 тис. осіб).

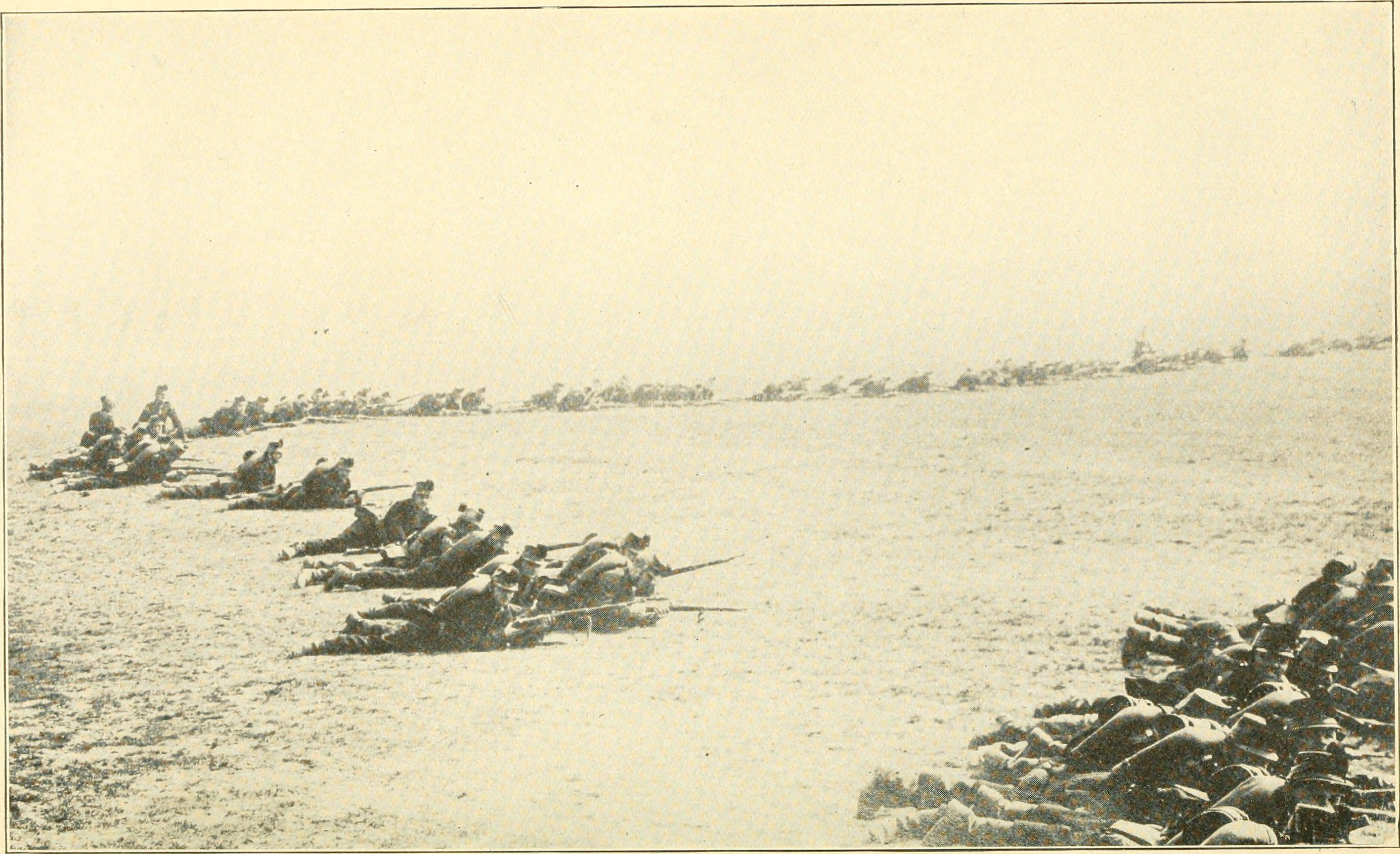
Австро-угорська піхота залягла на полі бою. 1914

На початку операції в р-ні міст Красника і Томашова російські війська північного крила фронту зазнали невдачі й відступили до м. Люблін. Водночас головні сили — 8-ма армія (командувач — генерал від кавалерії О.Брусилов) і 3-тя армія (командувач — генерал від інфантерії М. Рузський) — провели Галицько-Львівську операцію, в ході якої розгромили під містами Золочів і Перемишляни 3-тю австро-угорську армію (командувач — генерал кінноти Р. фон Брудерман) і, розвиваючи подальший наступ, завдали поразки частинам 2-ї австро-угорської армії (командувач — генерал від інфантерії Е.Бем-Ермолі). Пізніше росіяни опанували Львів, вийшли на р. Сян і карпатські перевали, оточили фортецю Перемишль. Підсумком операції стала перемога російських військ у боях на річках Золота Липа і Гнила Липа. Австро-угорські війська відступали в західному напрямку, де поспішно переходили до організації оборони.
У результаті проведення стратегічної наступальної операції військ російського Південно-Західного фронту (командувач — генерал від артилерії М. Іванов) було зайнято Галичину й Буковину, з яких утворено Галицько-Буковинське генерал-губернаторство на чолі з графом Г. Бобринським.
Розвиток подій на Східному фронті на початок вересня 1914 року серйозно турбував австро-угорське командування. Цесарсько-королівська армія зазнала одних невдач. Розгром її армій і відхід їх до Карпат робив можливим вторгнення російської армії до Моравії, а потім і у Верхню Сілезію. З огляду на цю небезпеку австрійська армія вимагала реальної підтримки з боку німців.
У свою чергу, перемога в Галичині поставила російське командування перед необхідністю визначити наступну стратегічну мету. Відповідно штабом Південно-Західного фронту розроблялась військова операція з продовження стратегічного наступу з переправою головних сил через Сан, та подальше просування потім у північно-західному напрямку, перекидання військ, що наступають на лівий берег Вісли і, розгорнувши їх на рубежі р. Ніда, діяти залежно від ситуації: або до Кракова або до Бреславля. Ставка Верховного головнокомандувача виношувала ідею вторгнення в межі Верхньої Сілезії, важливого промислового району.
Поки представники вищого військового керівництва Росії робили різні припущення щодо варіанту подальших дій, положення на фронті швидко змінювалося не на їхню користь. Із завершенням Східно-Прусської операції настав, нарешті, момент, коли, на думку німецького командування, можна було надати допомогу австро-угорцям. Цього вимагала і обстановка. Поразка військ Австро-Угорщини в Галицькій битві поставило її на межу катастрофи. Врешті-решт німецьке керівництво вирішило погодитися з благаннями австро-угорців і перекинути зі Східної Пруссії в район Кракова, Ченстохова, Каліша основні з'єднання 8-ї армії, на базі яких сформувати нову, 9-ту армію під командуванням П. фон Гінденбурга.
Підтримку німецькій 9-й армії надавала 1-ша австро-угорська армія генерала В. фон Данкля. Російські війська мали на цьому напрямку чотири армії: 2-гу, 4-ту, 5-ту та 9-ту.

#### Варшавсько-Івангородська операція
28 вересня на території Польського царства розпочалась Варшавсько-Івангородська операція. 9-та армія почала наступ на Варшаву й Івангород та вийшла до Вісли. До 12 жовтня їй вдалося зайняти весь лівий берег Вісли до Варшави. Однак, підтягнувши підкріплення, російська армія спромоглась відбити напад, а скориставшись тим, що німці загрузли в запеклих боях в передмістях Варшави, 9 жовтня, генерал М. Іванов віддав наказ про початок контрнаступу. 4-та і 5-та російські армії розпочали форсування Вісли: 5-та армія південніше Варшави, а 4-та армія з району Івангорода, щоб вдарити у фланг і тил німецького угруповання. Зазнавши великих втрат, німецька та австро-угорська армії відійшли. В цей пролом австрійського фронту кинулися війська 9-ї російської армії, виходячи у фланг і тил 1-й австрійській і 9-й німецькій арміям. Німцям і австрійцям погрожував повний розгром.

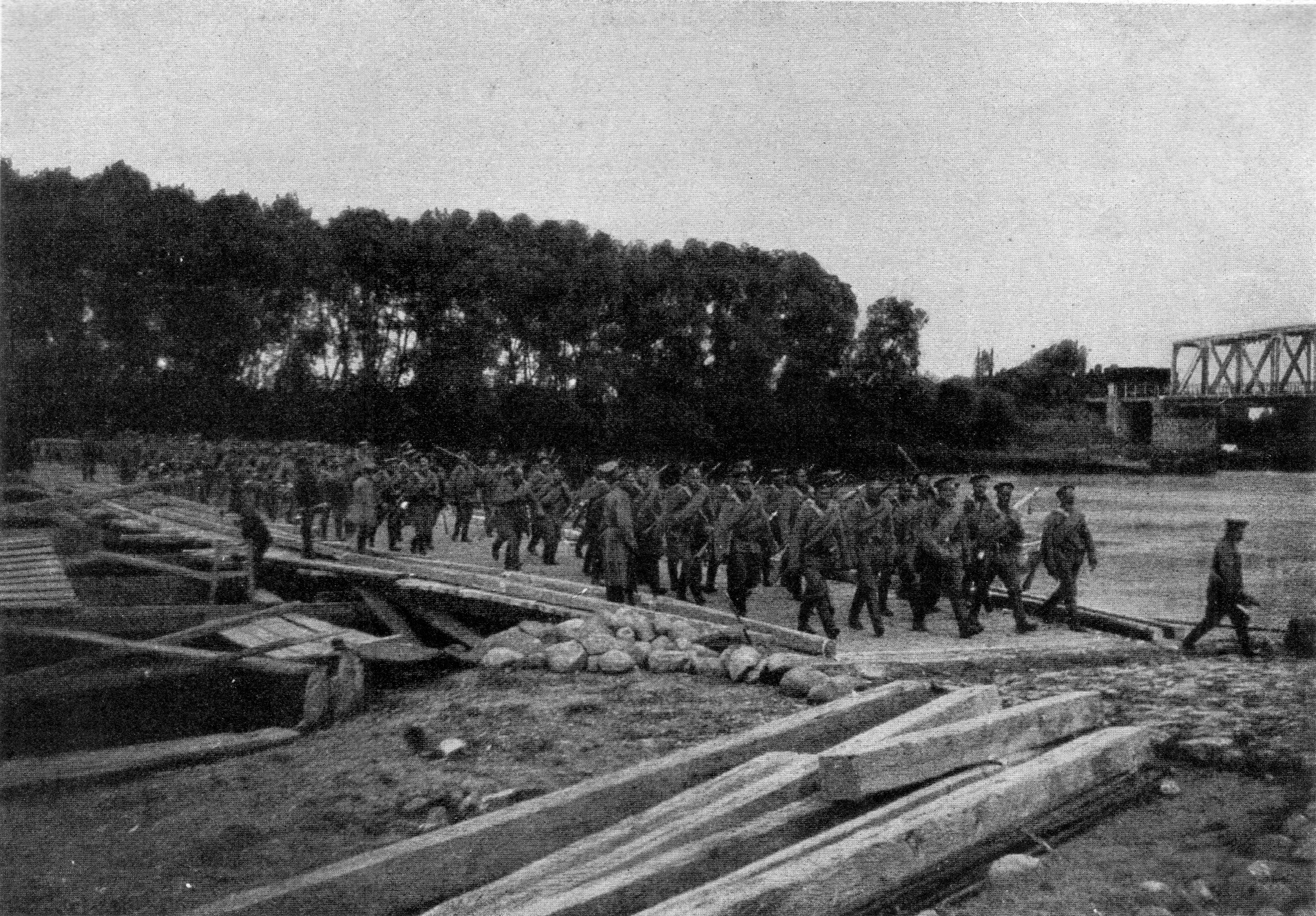
Російські війська долають міст через Віслу. Варшавсько-Івангородська операція

27 жовтня німецьке командування віддало наказ припинити атаки на Варшаву і відійти на вихідні позиції. Австро-німецькі війська почали поспішний відхід.

#### Лодзька битва
Після успішного завершення російськими військами Варшавсько-Івангородської операції російська Ставка розробила план продовження наступу силами 2-ї і 5-ї армій Північно-Західного фронту і 4-ї і 9-ї армій Південно-Західного фронту з метою вторгнення в межі Німеччини й подальшого просування вглиб імперії. Північний фланг ударного угруповання в операції підтримували наступом 10-та і 1-ша армії у Східній Пруссії, а південний фланг — наступ 3-ї і 8-ї армій до Карпат. 11-та армія мала завдання продовжувати блокаду Перемишля.
Німецьке командування, дізнавшись із перехоплених радіограм про цей план, ухвалило рішення: випередивши російські війська в наступі, силами 9-ї армії генерала А. Макензена завдати раптового удару у фланг і тил 2-й і 5-й російським арміям із завданням оточити і розгромити їх в районі Лодзі.
Російське командування, попри донесенням розвідки, ігнорувало інформацію про зосередження німців в готовності до наступу й продовжило підготовку до власної наступальної операції. Водночас над їхнім правим флангом назрівав з району Торна потужний удар, який загрожував тяжкими наслідками для царських військ.
Вкрай негативну роль відігравало недотримання елементарних заходів прихованого управління військами. Радіопереговори росіян регулярно перехоплювалися німецькими фахівцями, вони добре знали обстановку, точне розташування російських частин і їхні передбачувані дії. Пізніше генерал Е.Фалькенгайн з повною підставою писав, що перехоплені радіограми давали можливість з початку війни на Сході до половини 1915 року точно стежити за пересуваннями ворога і вживати відповідні контрзаходи.
«Це головним чином і надавало війні тут зовсім інший характер і робило її для нас зовсім іншою, набагато більше простішою, ніж на Заході».
11 листопада 9-та армія А. Макензена перейшла в рішучий наступ, намагаючись розгромити 5-й Сибірський і 2-й армійський корпуси, що тримали оборону у стику 1-ї та 2-ї армії, а потім прорватися далі та здійснити оточення всієї 2-ї армії.
Поступово в битву втягувалось усе більше сил, з 15 по 19 листопада по всьому фронту розгорнулись запеклі бойові дії, одночасно російське і німецьке командування провадили широке маневрування своїми військами, намагаючись знайти слабке місце в обороні супротивника. Нарешті німцям пощастило знайти пролом в обороні російської імператорської армії північно-східніше Лодзі й сформувавши ударне угруповання під командуванням генерала Р.Шеффера (3 піхотні і 2 кавалерійські дивізії), завдали туди потужний удар, у наслідок чого німцям вдалось оточити Лодзь із заходу, півночі і сходу.

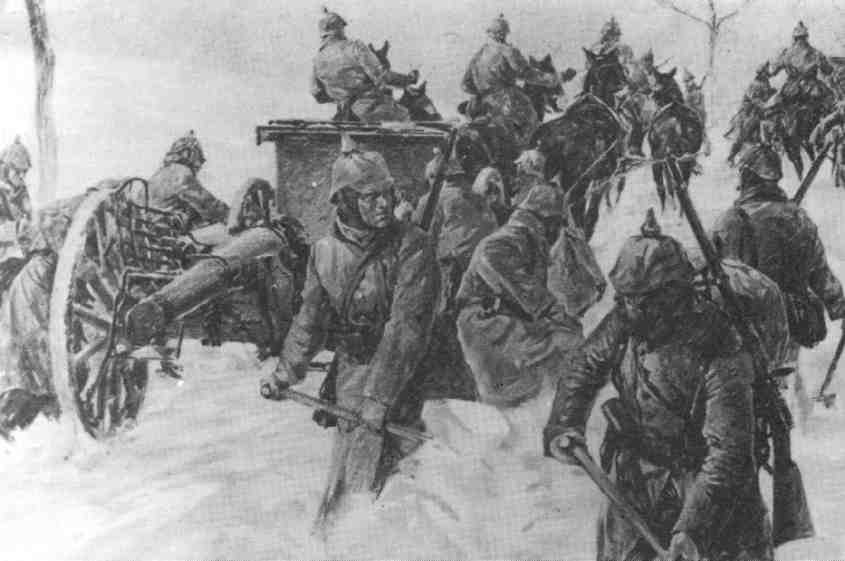
Німецькі війська в Карпатах. Битва при Лімановій. Зима 1914

Проте, незабаром німецьке ударне угруповання опинилось само під загрозою оточення й 22 листопада генерал Шеффер отримав наказ про відхід. З превеликими труднощами, втративши багато живої сили та техніки, німці відступили на північ.
У цілому Лодзька битва мала невизначений результат. Російські плани щодо прориву на територію Німецької імперії було зірвано, але й німецький план оточення 2-ї й 5-ї російських армій провалився.
«Велика оперативна мета, — писав Людендорф, — знищити російські війська в закруті Вісли не була досягнута …»
Поступово ситуація на Східному фронті стабілізувалась та перейшла у фазу позиційної оборони на головних напрямках дій. Сторони розпочали підготовку до зимової кампанії 1914—1915 років.

#### Підсумки кампанії 1914 року
Кампанія 1914 року на Східному фронтові в цілому склалася на користь Російської імперії, хоча на німецькій частині фронту Росія втратила західну частину території Царства Польського. Поразка російської імператорської армії в Східній Пруссії також супроводжувалась великими втратами. Але і Німецька імперія, що необачно розраховувала на послідовний розгром своїх ворогів спочатку на Західному, а потім на Східному фронтах, як це завбачав А.фон Шліффена, не змогла досягти запланованих результатів, усі її успіхи на Сході зі стратегічної точки зору були доволі скромними.
Водночас, трохи південніше Росії вдалося завдати поразки Австро-Угорщини і захопити її значні території. Для кайзера Австро-Угорська імперія перетворилася з повноправного союзника на слабкого партнера, що вимагає безперервної підтримки та допомоги, у першу чергу власними силами, яких у Вільгельма II і так було обмаль.
Переоцінивши майбутній розвиток подій, німецьке командування ухвалило рішення про зосередження своїх основних зусиль на Російському фронті, наочною стала тенденція нарощування німецької присутності на сході з метою надання допомоги австрійському союзнику. Тим часом, на Західному фронті війна набула позиційного «окопного» характеру. Разом з цим, російська армія почала відчувати перші ознаки кризи постачання боєприпасами.

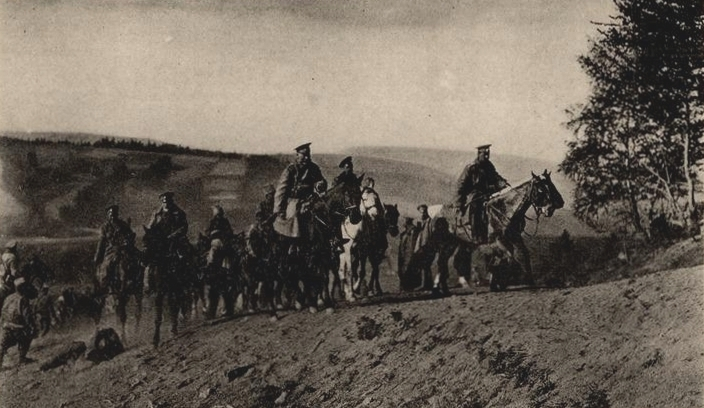
Управління кавалерійської дивізії на чолі з генералом Колодієм Ф. О. на Карпатському перевалі, 1915 рік

### Кампанія 1915 року
Початок кампанії 1915 року характеризувався складним становищем для воюючих держав. Жодна з країн не досягла в минулій кампанії визначених цілей, добитися швидкої перемоги «малою кров'ю» не вдалось. На Західному фронті воєнні дії прийняли характер позиційної боротьби. На Східному фронті хоча і зберігалися ще умови для ведення маневрених операцій, але і там все чіткіше проявлялись ознаки переходу до позиційної війни. Війна набувала затяжного характеру.

#### Зимова битва у Східній Пруссії
На 23 лютого 1915 року російський Північно-Західний фронт готував наступальну операцію з метою опанування Східної Пруссії. Основний удар намічалося завдати з фронту Пултуськ, Остроленка в напрямку Сольдау, Ортельсбург у фланг 10-й німецькій армії генерала Г. фон Ейхгорна. Для цієї мети була сформована нова, 12-та армія генерала Плеве П. А..
Німецьке командування зі свого боку також ретельно готувалося до наступу в контексті стратегічного плану кайзерівської армії на кампанію 1915 року. Керівництво Німецької імперії було відмінно поінформоване про плани російської Ставки стосовно одночасного наступу в Східній Пруссії та південніше в Угорщині. Користуючись перевагами кращої системи комунікацій, воно вирішило випередити противника й намітило нанесення контрудару з метою глибокого охоплення російського фронту з обох флангів — з півночі і з півдня з Карпат — та в такій спосіб перехопити ініціативу у свої руки. Основним задумом німців було завдати потужні флангові удари зі Східної Пруссії і одночасно з Галичини з метою прориву оборони російської армії і оточення її основних сил у Варшавському виступі.
З метою реалізації цього замислу німці вжили низку кроків для посилення свого угруповання на Сході. Перехід на Західному фронті до позиційної війни дозволив їм звільнити частку сил і наприкінці 1914 року з Франції на Східний фронт було перекинуто 7 корпусів і 6 кавалерійських дивізій. Безпосередньо у розпорядження Гінденбурга були передані чотири нових корпуси, з яких три пішли на формування 10-ї армії, а один — переданий до 8-ї армії генерала О. фон Белова.

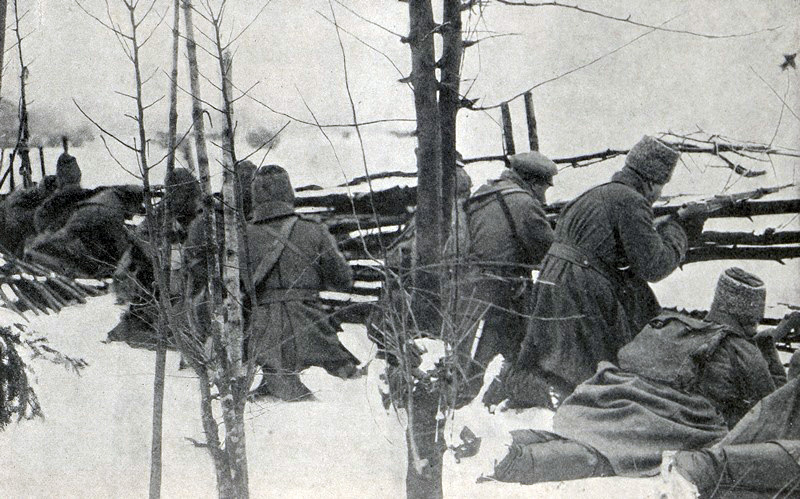
Оборона передмістя Прасниша. 1915 рік

7 лютого 1915 року 8-ма німецька армія першою перейшла в наступ з району Мазурських озер, завдаючи удару по лівому флангу армії Сіверса Т. В. Наступного дня проти правого російського флангу перейшла в наступ 10-та німецька армія. Фронт 10-ї російської армії був прорваний, але взяти її в кліщі німцям не вдалося. Затятий опір російських лівофлангових корпусів затримав просування 8-ї німецької армії, що не дозволило їй стрімко вийти в район Августова.
Правофланговий 3-й армійський корпус генерала Єпанчіна М. О. відступив під натиском переважаючих сил німців, оголивши фланг сусіднього 20-го корпусу генерала Булгакова П. І. (40 тисяч осіб), який у результаті потрапив під зосереджений удар двох німецьких армій в районі Августова і потрапив в оточення. Протягом десяти діб 20-й корпус, постійно контратакуючи, намагався вирватися з оточення до Гродненської фортеці й відбивав атаки німецьких військ, котрі втричі перевершували його за чисельністю. Після запеклих боїв, 20-й корпус, витративши всі боєприпаси, змушений був здатися.
В останні дні лютого німецьке командування відновило наступ у Східній Пруссії, 8-ма і 12-та німецькі армії атакували позиції 1-ї і 12-ї російських армій. 24 лютого два німецьких корпусу з ходу зайняли місто Прасниш, однак російські війська силами 2 корпусів резерву контратакували і швидко вибили німців з міста. 2 березня російські війська відновили наступ у районі Сувалок і завдали частинам 8-ї і 12-ї армій поразки. До 30 березня німецькі війська були остаточно витіснені на територію Німецької імперії.
Після відходу 10-ї російської армії зі Східної Пруссії і загибелі 20-го армійського корпусу в Августівських лісах перемога російських військ під Праснишем деякою мірою сприяла зміцненню становища російських армій на цьому фронті.

#### Зимова битва в Карпатах
Військові дії 1915 року на Сході розпочались наприкінці грудня 1914 року, коли командування російського Південно-Західного фронту розпочало підготовку операції прориву через Карпати для вторгнення в Угорщину. Головне завдання при цьому покладалася на 8-му армію О.Брусилова.
Однак своєю чергою австрійське командування планувало наступ у Карпатах, намагаючись деблокувати обложену російськими військами фортецю Перемишль.
22—24 січня 1915 року (за новим стилем) австро-німецькі війська силами 2-ї, 3-ї, 4-ї австрійських та Південної німецької армій почали наступ у Карпатах, завдаючи два удари: один від Ужгорода на Самбір, інший від Мункачі на Стрий. Одночасно почався наступ 8-ї армії Брусилова, це призвело до ряду важких зустрічних боїв на гірських перевалах у зимову холоднечу. В перших числах лютого праве крило 8-ї армії оволоділо ділянкою Карпат. Бої в засніжених горах відрізнялися великою завзятістю. Нарешті у перших числа лютого російські війська опанували Конечна — Свидник — Мезолаборч — Балігруд.
26 лютого верховне командування російських військ відправили на Південно-Західний фронт декілька корпусів, які утворили 9-ту армію П.Лечицького. Завданням цієї армії було відбити австрійський наступ на Дністрі.
Весь березень пройшов у безперервних боях на лівому фланзі російської 3-ї армії й на всьому фронті 8-ї армії. Тут, на найкоротшому напрямку з Угорщини до Перемишля, для його звільнення, наполегливо, по пояс у снігу, наступали австро-німці, несучи щоденно великі втрати. 22 березня після 6-ти місячної блокади здалася австрійська фортеця Перемишль. Звільнилася 11-та армія та посилила російські війська в Карпатах і вони знову перейшли в наступ, але спроба перетнути Карпати не вдалася.
15 квітня командувач фронтом генерал від артилерії М.Іванов зупинив цей невдалий наступ.

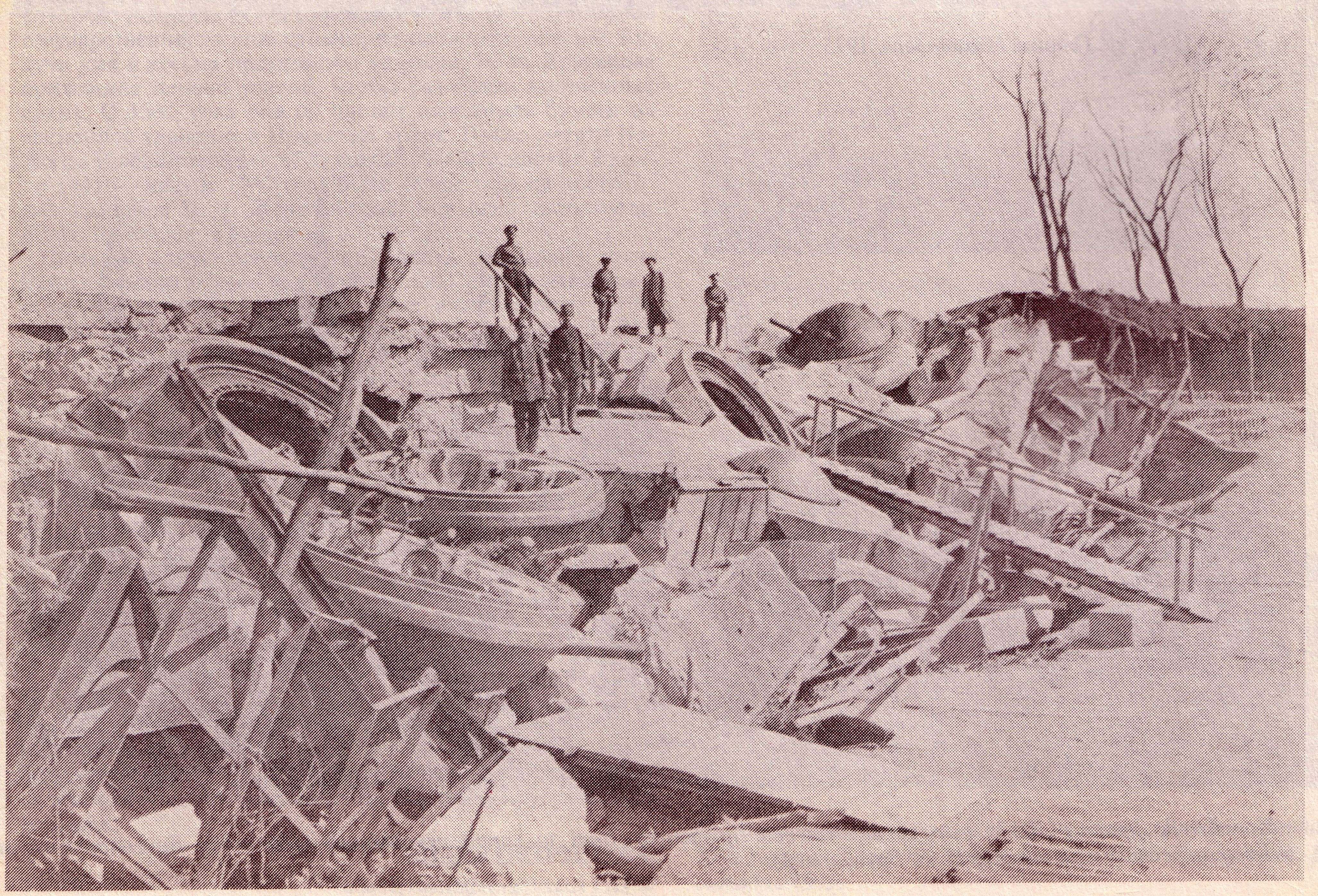
Руїни Перемишльської фортеці. Весна 1915 року

#### Облога Перемишля
23 вересня 1914 року 3-тя російська армія під командуванням генерала Радко-Дмитрієв Р. Д. обложила австрійську фортецю Перемишля, яку обороняв гарнізон з 65 батальйонів, 7 ескадронів, 43 підрозділів фортечної артилерії, 8 підрозділів саперів; загалом у ній було 128 тисяч людей, 14500 коней і 1010 гармат. Оборону фортеці очолив австрійський генерал Герман Кусманек.
Перша облога Перемишля тривала 21 день. Однак, попри чисельну перевагу російської армії, масоване застосування облогової артилерії росіянам не вдалось с ходу опанувати фортецю. 5 жовтня 1914 року російські війська пішли на рішучий штурм, завдаючи основний удар біля Седлиська; місцями бої перейшли на рукопашні сутички. Проте, попри кількаденні атаки і колосальні втрати, 8 жовтня росіяни під тиском австро-угорських сил відступили від Перемишля. Облога була знята.
Але, вже за місяць, 9 листопада 1914 року російські війська успішно розгромили угруповання австро-угорських військ та знову вийшли до передмість Перемишльської фортеці, вдруге почавши її облогу, що тривала цього разу 122 дні. Навчене досвідом, російське керівництво хотіло здобути фортецю не штурмом, а заморюванням. Коли спроби вийти з обложеної фортеці не вдалися (у битві загинуло близько 4 000 солдатів австрійської армії), у ніч з 21 на 22 березня, щоб знищити всі запаси зброї, висадили в повітря форти, склади та інші об'єкти. А 22 березня 1915 року, зморені голодом та хворобами, командування перемишльського гарнізону зі 124 тисячами солдатів капітулювали. Всього здалося 9 генералів, 2 500 офіцерів і 120 тис. солдатів, взято понад 900 артилерійських систем. Це був останній російський успіх в 1915 році.

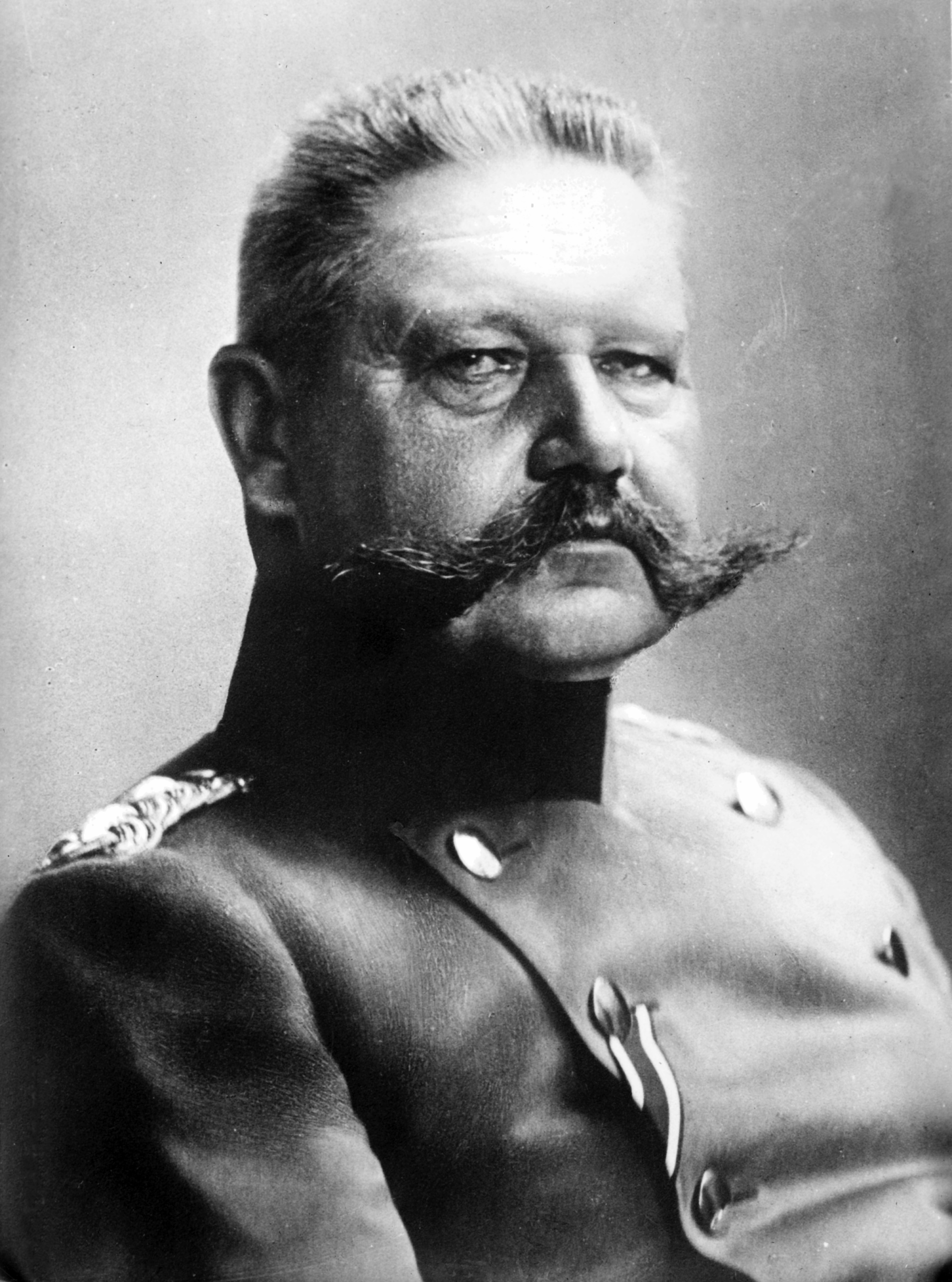
Німецький генерал Пауль фон Гінденбург. 1914

25 квітня 1915 року до Перемишля з дводенним візитом приїхав цар Микола ІІ. Російська пропаганда, зазвичай, проголошувала про «визволення від вікової неволі корінного російського старовинного міста».

| «Взяттям Перемишля наші чудо-богатирі повернули Росії її старовинне надбання. Це старовинне російське місто (Галицької Русі), засноване ще в X столітті. Одне з найбільших міст питомої великокнязівської Русі він кілька століть був предметом спору між росіянами і поляками, поки, нарешті, в 1349 року, не потрапив під владу Польщі, а під час розподілу її в 1773 року між Росією, Пруссією та Австрією відійшов до останньої і відтоді став австрійським містом»[27] Оригінальний текст (рос.) «Взятием Перемышля наши чудо-богатыри вернули России ее старинное достояние. Это древний русский город (Галицкой Руси), основанный еще в X веке. Один из крупнейших городов удельной великокняжеской Руси он несколько столетий был предметом спора между русскими и поляками, пока, наконец, в 1349 г., не попал во власть Польши, а при разделе ее в 1773 г. между Россией, Пруссией и Австрией отошел к последней и с тех пор сделался австрийским городом» |

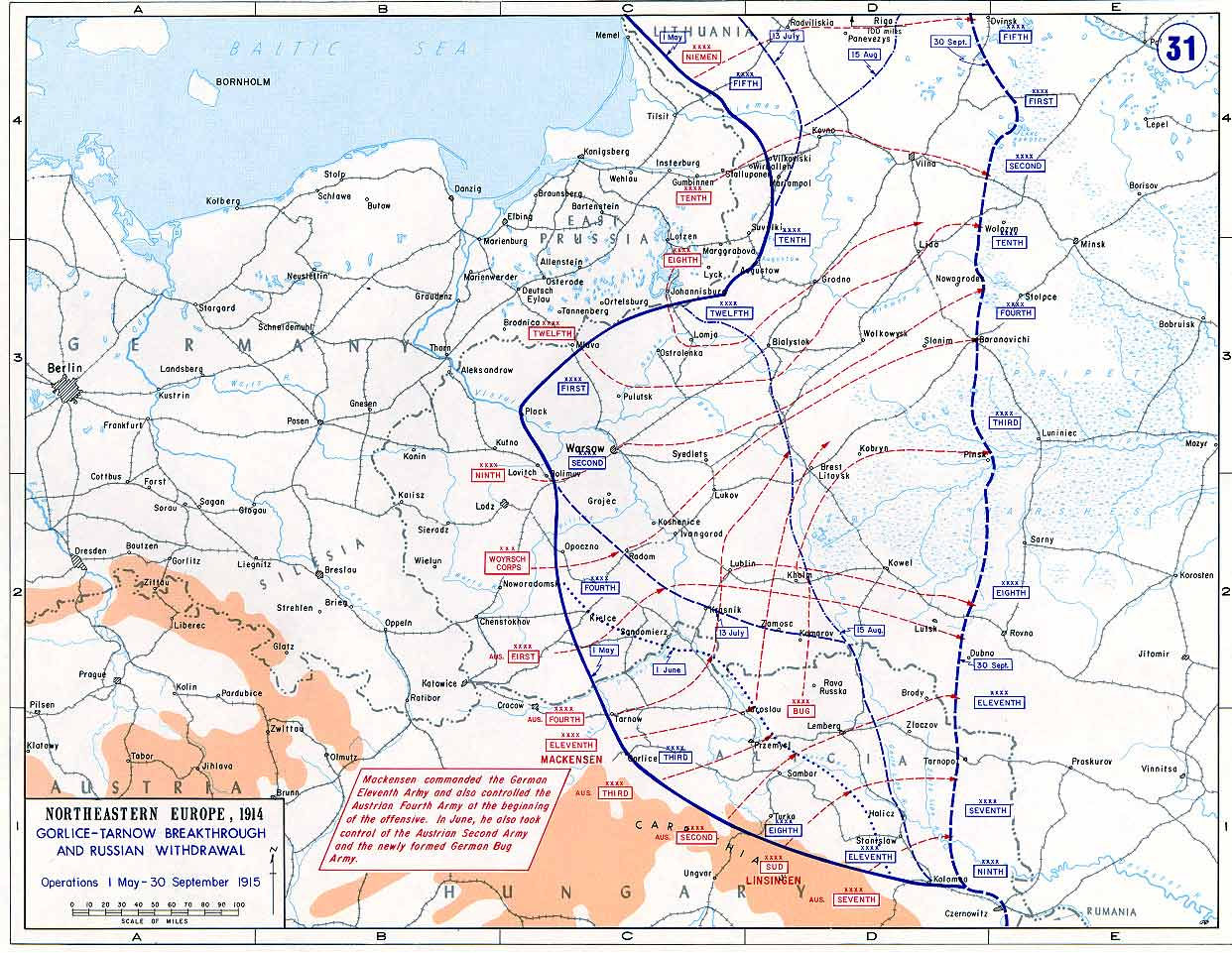
Східний фронт. 1915

#### Горлицький прорив
У середині квітня 1915 року становище, що склалося на південному крилі російського фронту, серйозно занепокоїло військове командування Центральних держав. Армії Росії глибоко вклинилися в межі Австро-Угорщини й створювали неабияку загрозу Відню й всій коаліції. Німецьке командування вирішило допомогти своєму союзнику. На думку генерала Фалькенгайна, найкращим рішенням повинен був стати фронтальний удар з метою прориву російського фронту на одній з його найуразливіших ділянок у центрі фронту між Віслою і Карпатами, в районі Горлиці. Метою наступу могутнього угрупування німецьких військ визначалось не тільки відкинути росіян від Карпат, а й завдати вирішальної поразки російській армії. Німецьке командування досить ретельно і детально готувало операцію. До її проведення залучалися добірні війська, зняті з французького фронту. Це були Зведений, Гвардійський, 41-й резервний і 10-й армійський корпуси, яких об'єднали в 11-ту армію під командуванням А.фон Макензена. З боку австро-угорців у битві брала участь 4-та армія генерала Фердинанда Австрійського.
2 травня німецькі війська почали наступ і скоро оборона росіян у районі Горлиці була прорвана. Противник наполегливо прагнув розширити прорив, не змінюючи напрямку свого головного удару. Ставка направляла в розпорядження Іванова великі підкріплення, які перекидалися з інших ділянок стратегічного фронту. Але резерви вводилися в битву по частинах, швидко гинули в боротьбі з переважаючим противником і не справляли істотного впливу на обстановку.
23 травня Італія оголосила війну Австро-Угорщині. Це змусило німецько-австрійські війська тимчасово призупинити наступ. Проте, вже 15 червня він відновився й 22 червня австрійські формування опанували Львів. Ця дата вважається кінцем Горлицької операції.
Зазнавши великих втрат, 3-тя армія генерала Радко-Дмитрієв Р. Д. до 15 травня відступила на лінію Ново-Място, Сандомир, Перемишль, Стрий. В результаті Горлицького прориву були зведені нанівець успіхи російських військ в кампанії 1914 року та в Карпатській операції, виникла загроза вторгнення німецьких військ углиб російської території.

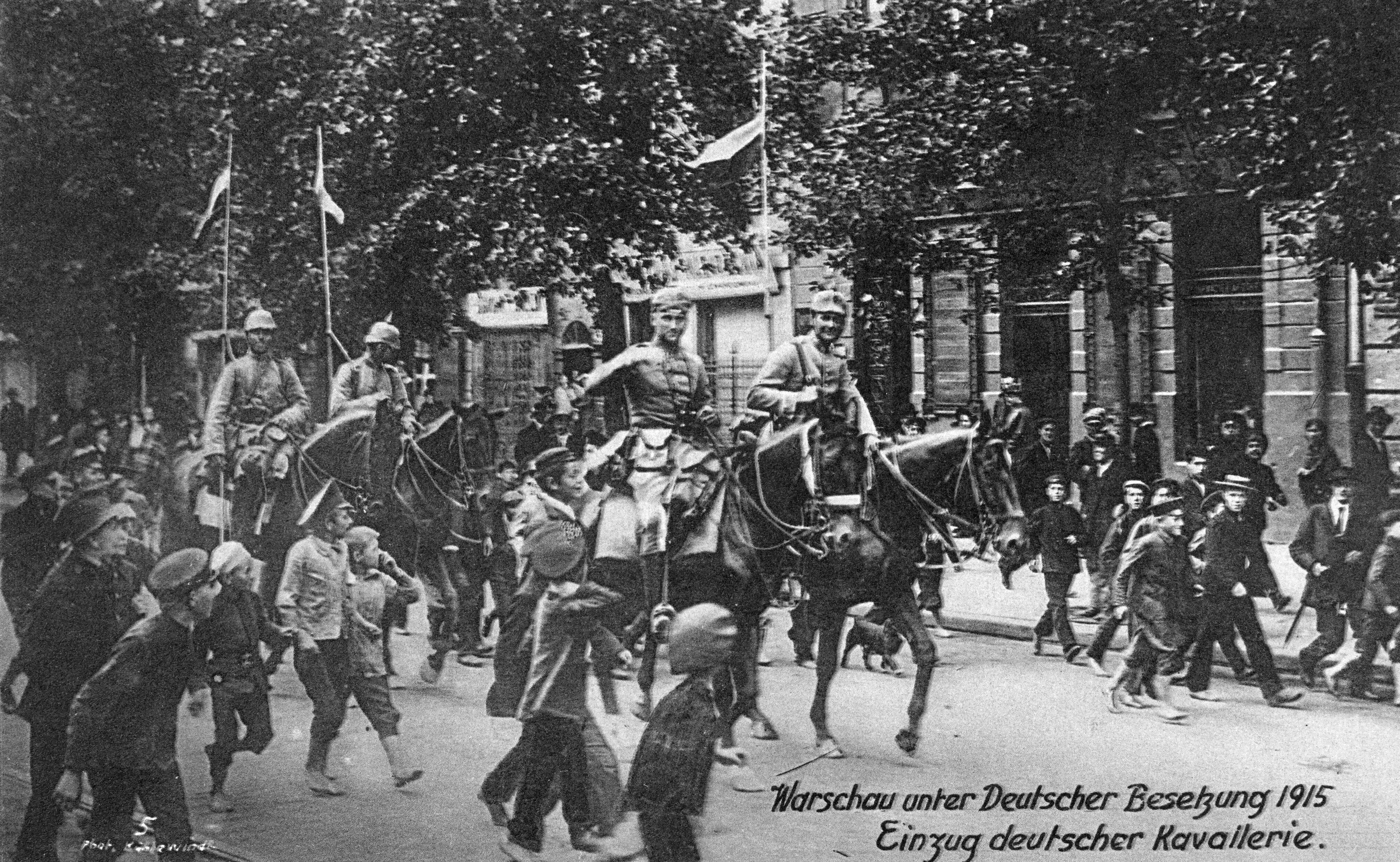
Німецька кіннота входить до Варшави. 5 серпня 1915

#### Великий відступ
Після поразки в Галичині, завданої російській імператорській армії, фактичний керівник німецькими військами на Східному фронті генерал від інфантерії Е. фон Фалькенгайн запропонував подальший розвиток кампанії 1915 року шляхом проведення масштабної наступальної операції по всьому Східному фронту з метою оточення та подальшого знищення семи російських армій. Для цього Центральні держави кардинально змінили співвідношення сил на Східному фронті на свою користь, сформувавши 4 нові німецькі армії: 11-ту, 12-ту, Неманську та Бузьку; тому на початок масштабного наступу 13-ти арміям Четверного союзу протистояли 9 армій російських військ.
2 (15) липня відновився наступ німецької групи Макензена. Після важких боїв російські війська відступили на лінію Івангород — Люблін — Холм. 9 (22) липня німецькі війська переправилися через Віслу північніше Івангорода. Російський контрудар трохи затримав наступ противника, але 22 липня (4 серпня) Варшаву і Івангородську фортецю росіяни залишили. 7 (20) серпня пала Модлинська фортеця. Російські війська були вигнані з Польщі, Галичини та відкинуті на кількасот кілометрів від кордонів з Німеччиною і Австро-Угорщиною, знявши таким чином загрозу ймовірного вторгнення на їхню територію. До осені фронт стабілізувався на лінії Рига — Двінськ — Барановичі — Пінськ — Дубно — Тарнополь
Великий відступ став важким моральним потрясінням для солдатів і офіцерів російської армії. Генерал Антон Денікін пізніше писав:

| ««Весна 1915 році залишиться у мене назавжди в пам'яті. Велика трагедія російської армії — відступ з Галичини. Ні патронів, ні снарядів. День у день криваві бої, день у день тяжкі переходи, нескінченна втома — фізична і моральна; то боязкі надії, то безпросвітний жах…»[29] Оригінальний текст (рос.) «Весна 1915 г. останется у меня навсегда в памяти. Великая трагедия русской армии — отступление из Галиции. Ни патронов, ни снарядов. Изо дня в день кровавые бои, изо дня в день тяжкие переходы, бесконечная усталость — физическая и моральная; то робкие надежды, то беспросветная жуть…» |
Основними чинниками, що призвели до катастрофи 1915 року і відступу на сотні кілометрів вглиб своєї території, стали не стільки помилки в тактиці ведення боїв російськими військами, скільки технічна відсталість, відсутність боєприпасів, спорядження, техніки та озброєння для ведення боротьби, зокрема артилерії, помножена на величезну корупцію й некомпетентність вищого керівного складу російської імператорської армії.

Карта відступу російської армії за 1915 рік

#### Віленська операція
Після опанування російської фортеці в Каунасі, 10-та німецька армія генерал-полковника Г.фон Ейхгорна вжила спробу обійти Вільно та оточити 10-ту російську армію. 8 вересня чотири німецькі кавалерійські дивізії генерала Гарньє за підтримки двох піхотних дивізій, вклинились у стик між 10-ю та 5-ю арміями. 14 вересня німецькі війська зайняли Вілейку і підійшли до Молодечно. Німецькі кавалеристи дійшли до Мінська і навіть перерізали шосе Мінськ — Смоленськ. Однак, під час битви, що спалахнула, зав'язалися запеклі зустрічні бої, в яких російські війська зуміли утримати свої позиції. 15—16 вересня російські війська завдали контрудар по німецькій кінноті й відкинули її до озера Нароч. До 19 вересня (2 жовтня) Свенцянський прорив був ліквідований, і фронт стабілізувався на лінії озеро Дрісвяти — озеро Нароч — Сморгонь — Пінськ — Дубно — Тернопіль

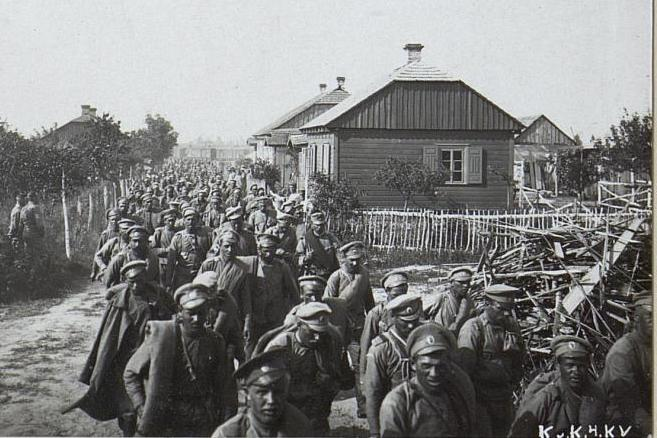
Полонені російські солдати під Ковелем. 1915

#### Підсумки кампанії 1915 року
У кампанії 1915 року Східний фронт був головним театром воєнних дій світової війни й він завершився майже нищівною поразкою армії царської Росії. Події цього року виявили, що Російська імперія ні економічно, ні політично не може пристосуватись до розмаху та характеру війни. З початку війни російська імператорська армія втратила майже усі свої кадри регулярних військ (3 400 тис. осіб, з яких 312 600 загиблими та 1 548 тис. полоненими та зниклими безвісти; 45 тис. офіцерів і докторів, з них 6 147 чоловіків загинуло та ще 12 782 були поранені чи потрапили в полон). Російські війська залишили колосальні території Європейської частини імперії: Польщу, частину Прибалтики, Білорусі, України, а також захоплені Галичину й Буковину.

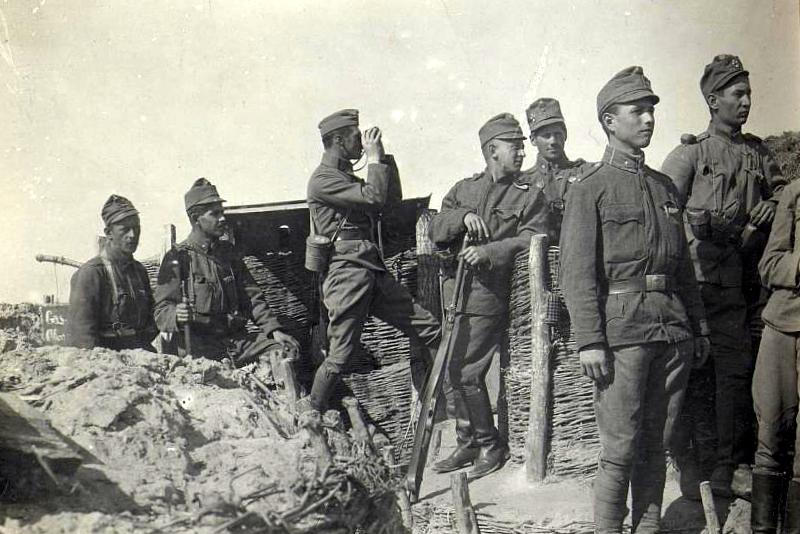
Австро-угорська піхота на оборонних позиціях поблизу Велицька. 1916

Водночас, кайзерівське оточення вирішило, що російська армія зазнала невиправних втрат і вже надалі не буде спроможна вести активні бойові дії. Вже з осені, німці розпочали інтенсивне перекидання своїх військ зі Сходу на Захід, плануючи завдати вирішальний удар по західних союзниках та в такій спосіб завершити війну. На Східному фронті встановилось відносне позиційне затишшя.

### Кампанія 1916 року
На початок 1916 Центральні держави, витративши величезні зусилля протягом перших двох кампаній, значно виснажили свої ресурси, але так і не змогли вивести з війни Францію або Росію. Водночас, стратегічне положення країн Четверного Союзу завдяки успіхам німецько-австрійських армій покращилося. Небезпечний для Берліна і Відня Російський фронт був відсунутий від німецьких кордонів на 200—300 км на схід, Сербія розгромлена, а дії англо-французьких військ на Салонікському плацдармі локалізовані. З приєднанням Болгарії до блоку Центральних держав і окупацією Сербії, Польщі, районів Прибалтики і Білорусі матеріально-технічна і сировинна база блоку розширилася. З боку Антанти на літо 1916 року планувалися стратегічні наступи, на Східному фронті було вирішено обмежитися стратегічною обороною, де на фронті в 1 200 км були розгорнуті 128 російських дивізій проти 87 австро-німецьких.
Переносячи удар на Західний фронт проти Франції, Німецька імперія розраховувала домогтися поразки французької армії шляхом «перемелювання і виснаження її резервів» в одному пункті Західного фронту. Для наступу на всьому французькому фронті бракувало сил. Об'єктом для удару був обраний Верден.

#### Нарочанська операція
5 (18)-16 (29) березня 1916 року на Східному фронті була проведена перша спроба наступальної операції російських військ, необхідність її проведення була обумовлена прагненням полегшити становище французької армії в районі Вердена. Керівництво Антанти вважало, щоб союзники активними діями на своїх фронтах скували сили ворога та позбавили його волі маневрування. Особливе значення мав наступ на Російському фронті. Ставка Верховного головнокомандувача, йдучи назустріч побажанням свого союзника, вирішила до початку загального наступу армій Антанти, наміченого на травень 1916 року, провести в березні наступальну операцію на північному крилі фронту, зібравши в точці удару можливо великі сили.

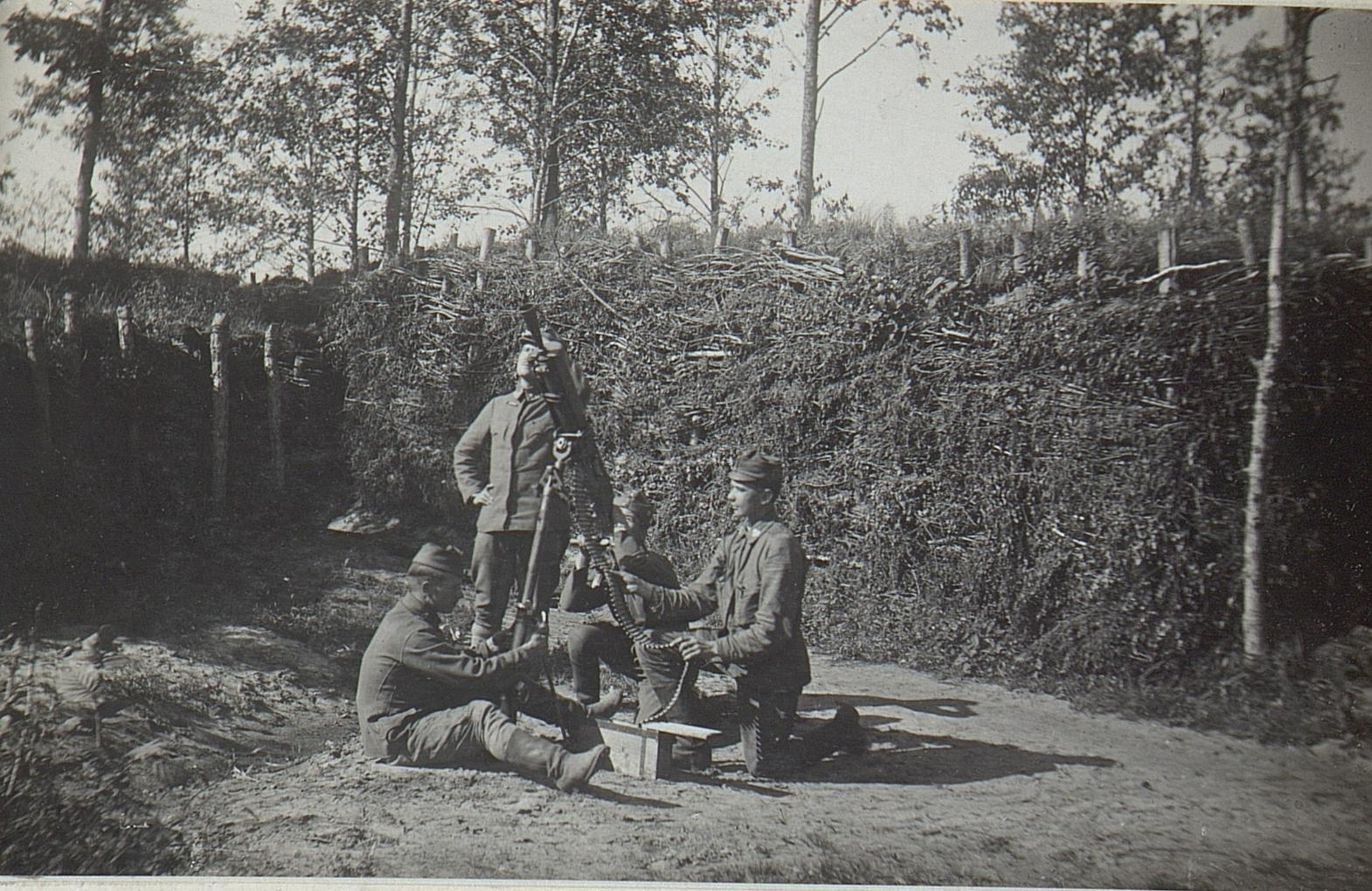
Австро-угорська обслуга зенітного кулемета MG M.07/12 на вогневій позиції під час боїв на річці Стохід. 1916

16 березня генерал Алексєєв М. В. віддав наказ про перехід у наступ російських армій у озера Нароч в Білорусії, де тримала оборону 10-та німецька армія. Після тривалої артилерійської підготовки російські війська перейшли в наступ. На південь від озера Нароч 2-га російська армія вклинилася в оборону німецької армії на 2—9 км. Розгорнулися запеклі бої. Німецькі війська ледве стримували численні атаки російських військ.
Однак, спроба прориву німецького фронту не мала успіху. Основними причинами цього були погане управління військами, брак важкої артилерії і снарядів та весняне бездоріжжя. Проте наступ мав і свої позитивні сторони, надавши певний вплив на хід боротьби на Західноєвропейському театрі, події на Нарочі змусили німецьке командування перекинути сюди понад чотирьох дивізій.

#### Наступ Південно-Західного фронту

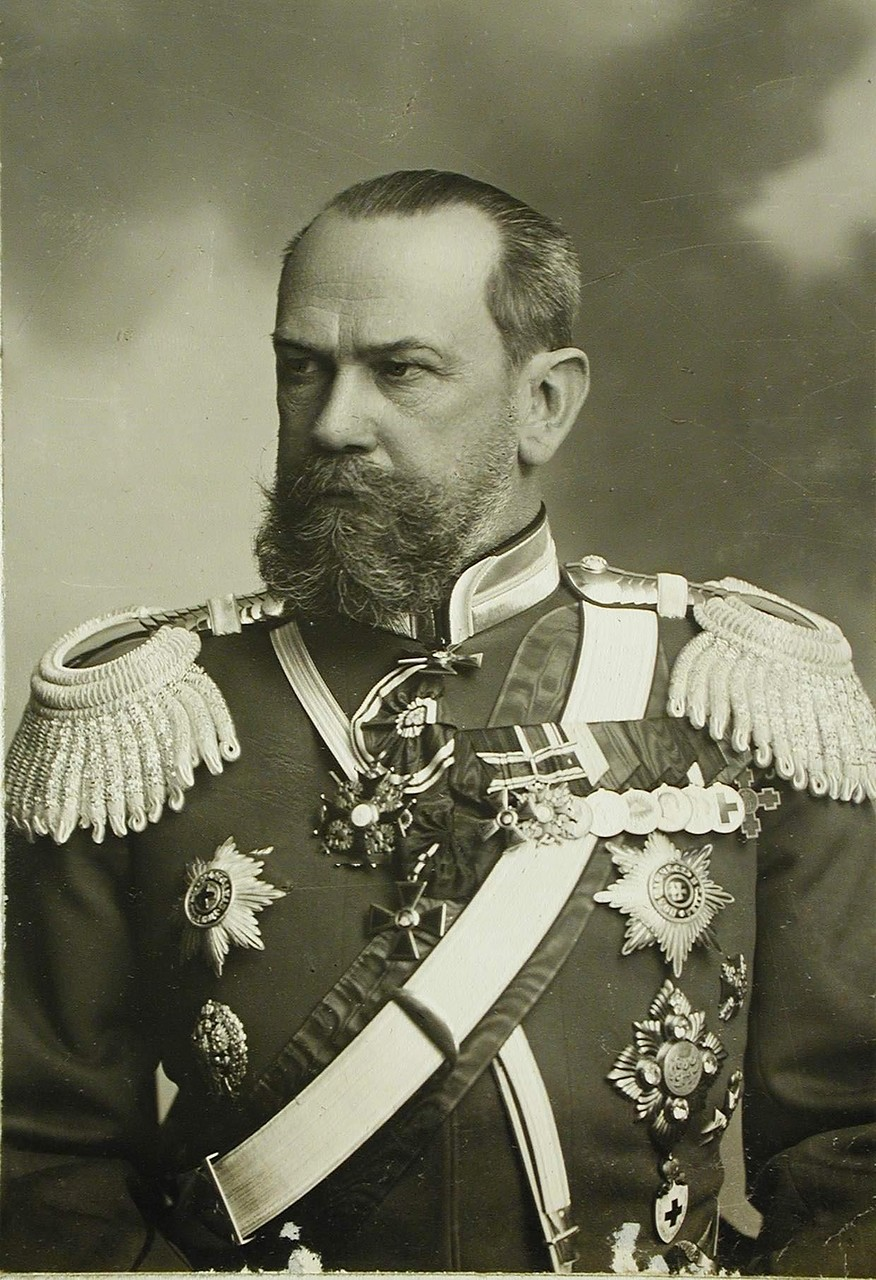
Російський генерал від інфантерії Еверт О. Є.

Літній наступ російської армії був частиною загального стратегічного плану Антанти на 1916 рік, який передбачав взаємодію союзних армій на різних театрах війни. Директива російської Ставки головнокомандувача від 24 квітня 1916 визначала проведення росіянами наступу на всіх трьох фронтах (Північному, Західному та Південно-Західному). Однак остаточно ідея наступальної операції з боку російських військ сформувалася у травні. Брак снарядів і відсутність серйозних резервів для розвитку наступу не давав можливості завдавати ударів усіма 3 фронтами одночасно. Тому, за задумом російського командування головний удар як і раніше завдавався Західним фронтом, і допоміжний удар завдавав Південно-західний фронт.

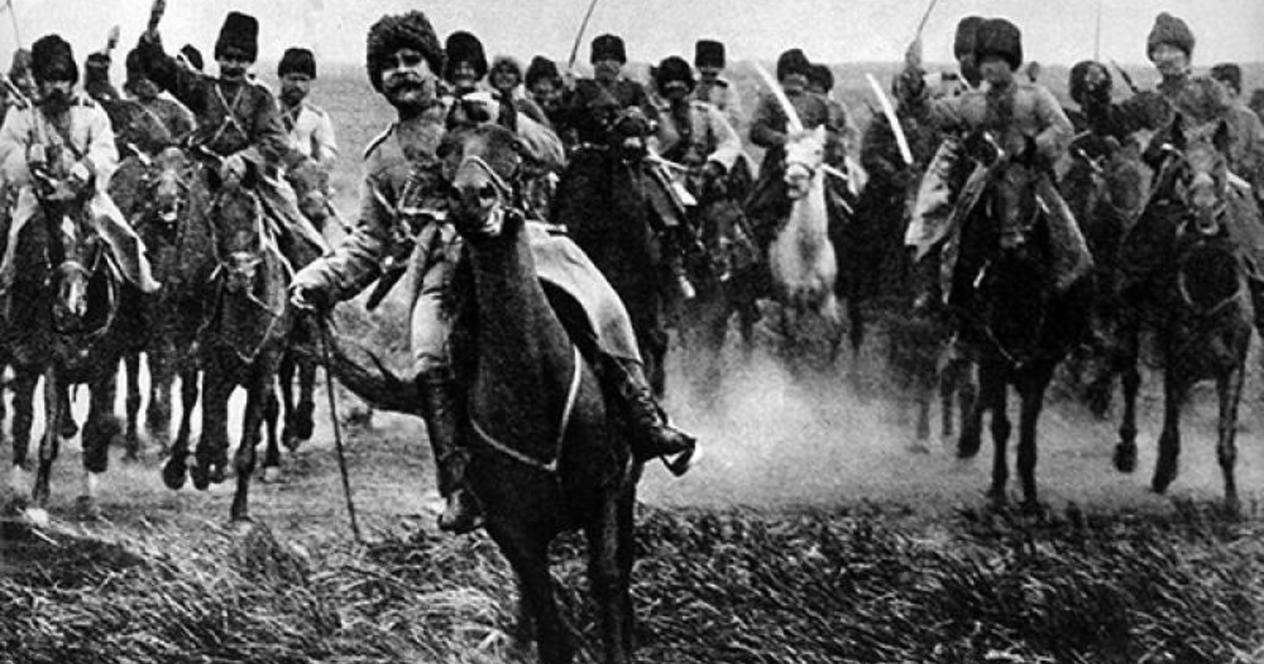
Атака російської кінноти. 1916

Всупереч припущенням Ставки, Центральні держави не планували великих наступальних операцій на російському фронті влітку 1916 р. При цьому австрійське командування не вважало можливим успішний наступ російської армії на південь від Полісся без її значного посилення.

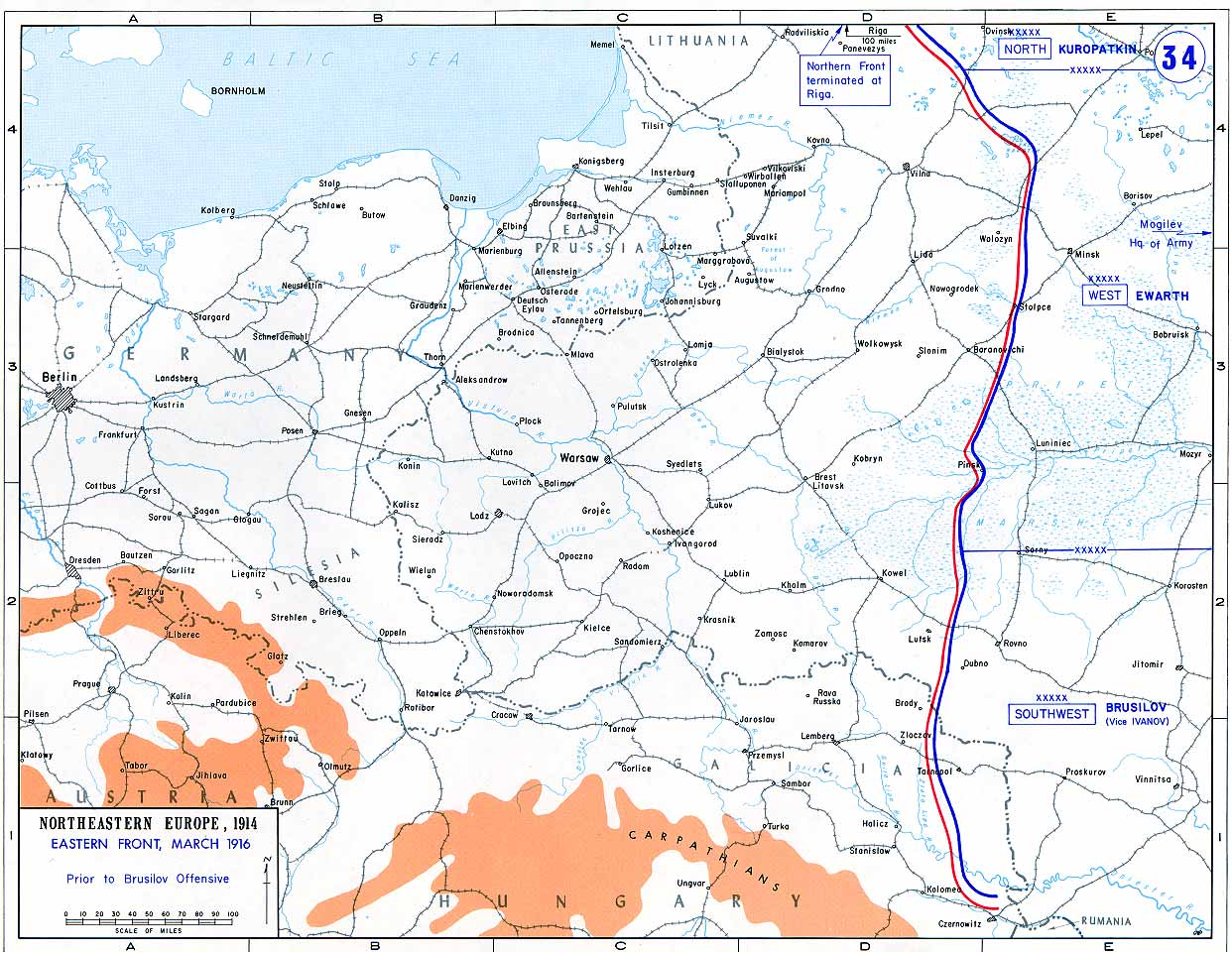
Східний фронт. 1916

Артилерійська підготовка тривала з 3 годин ночі 3 червня до 9 годин ранку 5 червня і призвела до сильного руйнування першої смуги оборони і часткової нейтралізації артилерії противника. Потім перейшли в наступ російські 8-ма, 11-та, 7-ма і 9-та армії, що прорвали добре укріплену позиційну оборону австро-угорського фронту. Прорив був здійснений відразу на 13 ділянках з подальшим розвитком у бік флангів і в глибину.
Найбільшого успіху на першому етапі досягла 8-ма армія, яка, прорвавши фронт, 7 червня зайняла Луцьк, а до 15 червня вщент розгромила 4-ту австро-угорську армію ерцгерцога Йозефа Фердинанда. Було захоплено 45 тис. полонених, 66 гармат, багато інших трофеїв. Частини 32-го корпусу, що діяли на південь від Луцька, опанували Дубно. Прорив армії Каледіна досяг 80 км по фронту і 65 у глибину.
11-та і 7-ма армії прорвали фронт, але через контрудари противника не змогли розвинути наступ. 9-та армія також прорвала фронт, завдавши поразки 7-й австрійській армії, захопивши майже 50 000 полонених. 15 червня частини 9-ї армії штурмом взяли укріплену австрійську фортецю Чернівці, й переслідуючи відступаючого противника, зайняла більшу частину Буковини.
Російська армія, відвоювавши 25 тисяч кв. км, повернула частину Галичини і всю Буковину. Від її перемоги Антанта отримала неоціненні вигоди. Щоб зупинити наступ росіян, з 30 червня до початку вересня 1916 року німці перекинули з Західного фронту щонайменше 16 дивізій, австро-угорці згорнули свій наступ проти італійців і відправили до Галичини 7 дивізій, турки — 2 дивізії. Брусилівський прорив вважається найбільшою перемогою російської імператорської армії за часів Першої світової війни.

#### Барановицька операція
Запевнившись в успіху наступу Південно-Західного фронту, 3 (16) червня Ставка видала нову директиву, якою наступ на віленському напрямку скасовувався, а Західному фронту генерала від інфантерії Еверта О. Є. визначалось перейти в наступ; головний удар фронт наносився з району Барановичей на ділянці Новогрудок, Слонім з метою виходу на рубіж Ліда, Гродно.

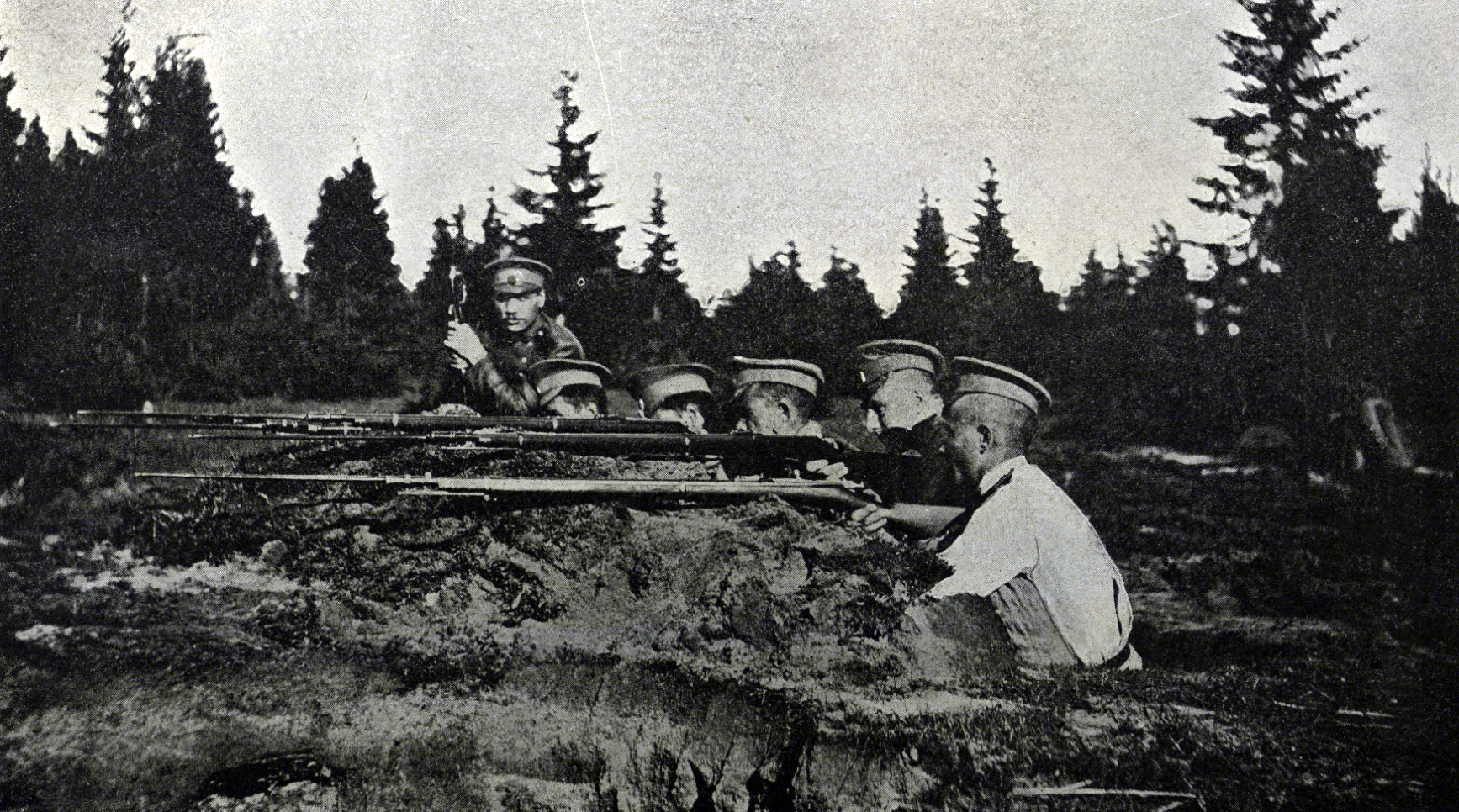
Російська піхота в окопах на вогневих позиціях. Серпень 1916

Німецько-австрійське угруповання на ділянці майбутнього прориву росіян мало 9-ту німецьку армію баварського генерал-фельдмаршала Леопольда Баварського), що входила до складу армійської групи фон Войрша.
Зранку 19 червня артилерійськими ударами по укріплених смугах противника розпочався наступ російських військ силами 9-го (Драгомиров А. М.) і 25-го (Данілов Ю. Н.) армійських корпусів 4-ї армії генерала від інфантерії Рогози О. Ф. на 8-ми кілометровій ділянці. На світанку 20-го числа, після короткого вогневого нальоту, частини 9-го армійського корпусу одним ударом зайняли першу лінію оборони противника, але далі російські війська так і не змогли подолати оборону німецького угруповання.
Витративши на підготовку декілька місяців, та володіючи потрійною перевагою в живій силі і деякою перевагою в артилерії, росіяни так і не змогли прорвати укріплений німецький позиційний фронт. Жодна з груп прориву не вийшла навіть до третьої смуги оборони противника. Більш того, нетривалою, але потужною контратакою, німці змогли частково відновити втрачене положення. За чергову бездарну операцію російське керівництво поклало на полі битви близько 80 000 людей проти 13 000 втрат противника, з яких 4 000 — полонені. Жодне із завдань операції не було досягнуте. Жахливі втрати при повній відсутності результатів вкрай негативно вплинули на моральний дух російських військ, в яких посилились антивоєнні настрої.
Поразка під Барановичами поставила хрест на подальших діях російських фронтів на північ від Полісся. Після невдачі Барановицької операції армії Західного фронту більш не провели жодної масштабної операції, тому величезна маса військ, зосереджена на північ від Полісся, бездарно простоювала протягом року.

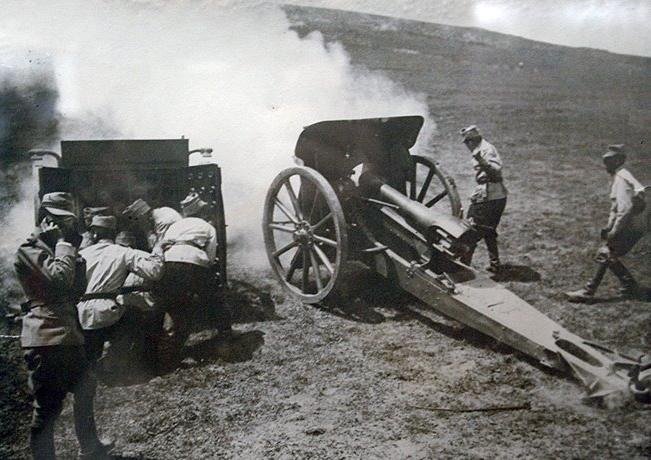
Румунська артилерія веде вогонь

#### Вступ у війну Румунії
Після Брусиловського прориву Румунське королівство зважилася вступити у війну на боці Антанти й 27 серпня 1916 року, після довгих вагань та в пряме порушення таємної угоди з Троїстим союзом, оголосило війну колишнім партнерам по договору.

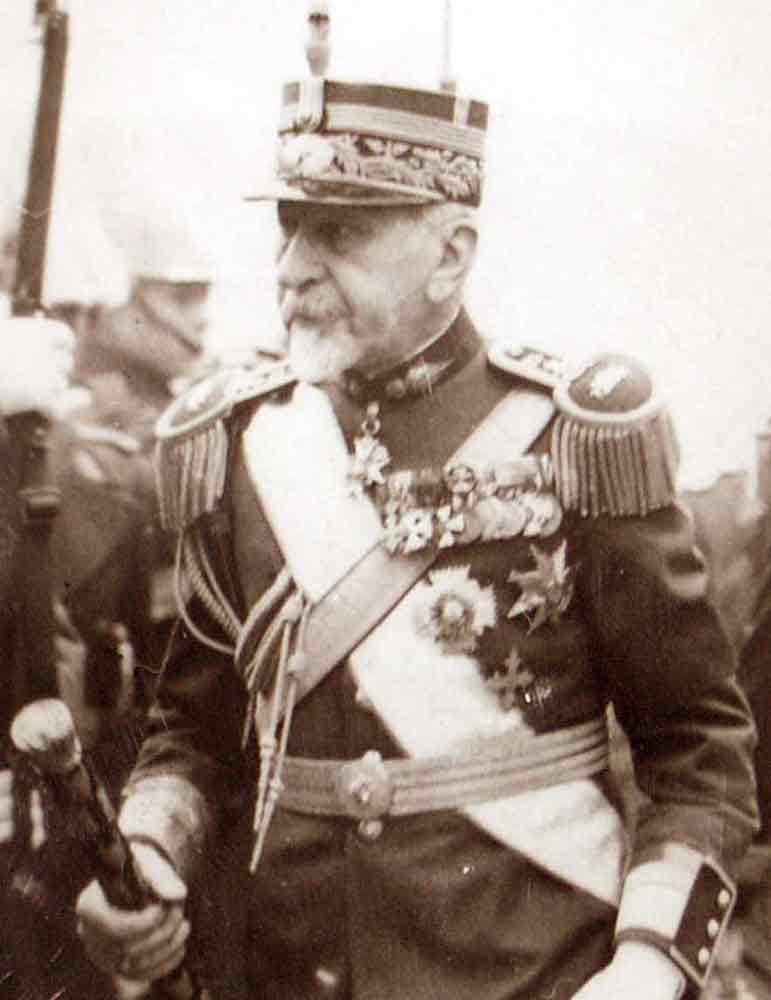
Румунський маршал Константин Презан

У ніч на 27 серпня 1916 року, три румунські армії (1-ша, 2-га та Північна), розгорнутих відповідно до румунського плану кампанії «Гіпотезис», перейшли кордони Австро-Угорщини, розпочавши битву за Трансільванію.
6 грудня 1916 року німецький генерал-фельдмаршал А.фон Макензен опанував Бухарест. Румунські війська відступили на північ країни, через загрозу тотальної катастрофи російському командуванню довелось терміново направляти свої війська до Румунії, щоб перешкодити наступу фон Макензена на південь Росії. У грудні 1916 року в російській армії був створений Румунський фронт, до складу якого увійшли Дунайська армія, 6-та армія з Петрограду, 4-та армія із складу Західного фронту і 9-та армія із складу Південно-Західного фронту, а також залишки румунських військ, розгорнуті на величезних просторах від Буковини до гирла Дунаю.

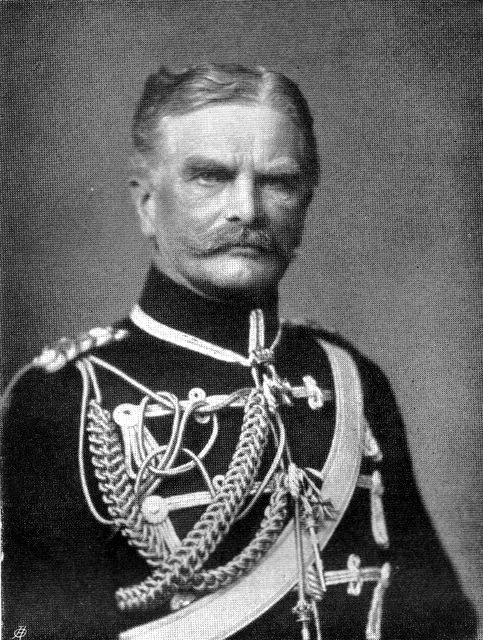
Німецький генерал-фельдмаршал А.фон Макензен

Таким чином румунська армія була розбита, територія країни окупована, а російському керівництву довелося виділяти додаткові кошти для того, щоб закрити ділянку нового Румунського фронту. Попри незначному первинному успіху, румунська армія зазнала нищівної поразки від спільних дій німецької, австро-угорської, османської та болгарської армій і за лічені місяці дві третини Румунії виявились окупованими противником. Фронт стабілізувався. Вступ Румунії у війну не поліпшив ситуацію для Антанти.

#### Підсумки кампанії 1916 року
У цілому кампанія 1916 року на Східному фронті виявилась успішною для російської армії. В ході літнього наступу росіяни завдали важкої поразки австро-німецьким військам і поставили Австро-Угорщину на межу військового розгрому.
Також під час війни на Східному фронті вступила Румунія, однак її армія виявилася надто слабкою, була швидко розбита, велика частина її території окупована, і російському командуванню терміново довелося формувати новий Румунський фронт для захисту своїх південних рубежів. Зі вступом Румунського королівства у війну Східний фронт подовжився на величезну відстань від Балтійського моря до гирла Дунаю.

### Кампанія 1917 року

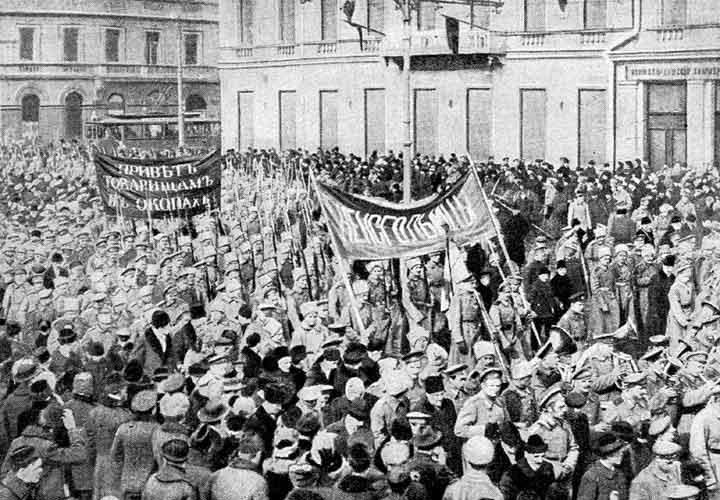
Солдатська демонстрація. Лютнева революція. 1917

Попри успіху літньої кампанії 1916 року, на Східному фронті війна набула позиційного характеру і з осені 1916 року практично стратегічна ситуація не змінилася. Австро-угорська армія після нищівної поразки так і не змогла повністю відновитися, й більше не була спроможна вести великих наступальних операцій. Війна затягувалась, до початку 1917 року втрати російської армії становили 2 млн загиблими та близько 5 млн пораненими.
Загальний стан Росії на фронті, неспроможність та відверто незадовільні лідерські якості військового керівництва, погіршення становища народу, політична нестабільність, втрата авторитету Миколи II у суспільстві на фоні зростання впливу Распутіна призвели до незадоволення народи Росії. Найбільшого обурення на фронті серед солдатів викликало відновлення «для укріплення дисципліни» покарання різками, скасоване у червні 1904 року. Однак, усі ці заходи лише сприяли падінню дисципліни. Активізувався страйковий рух, в армії почастішали випадки братання, не виконання наказів командування.

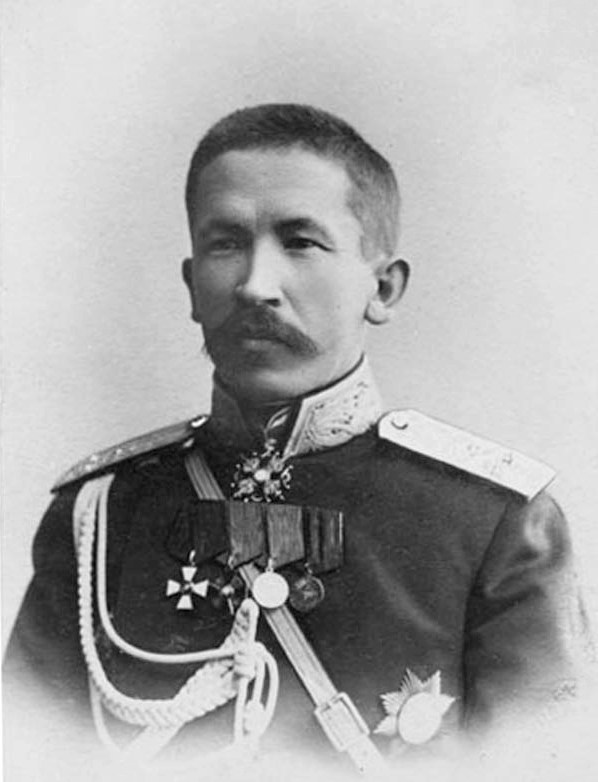
Російський генерал від інфантерії Корнілов Л. Г.

В середині грудня 1916 року стався бунт солдатів 12-ї армії, які відмовилися йти в атаку під час Мітавської операції, посилаючись на те, що відсутні штурмові драбини, гранати не вибухають через негідні капсулі, при цьому втрати в ротах при атаці доходили до 30—40 %. За відмову виконувати наказ було розстріляно близько ста солдатів.

#### Початок 1917 року
17 і 18 грудня 1916 року на нараді головнокомандувачів фронтами у Ставці був визначений загальний замисел дій російської армії на 1917 рік, відповідно до якого на виконання загального плану Антанти намічалось: 1) протягом зими провести локальні операції на всіх фронтах, 2) навесні розпочати рішучий наступ на Західному і Північному фронтах.
Однак, загальна ситуація в країні набула такого загострення, що вже наприкінці лютого 1917 року в Росії розпочалась революція. Початком послугував загальний страйк на Путилівському заводі в Петрограді, що розпочався 17 лютого 1917 року, і швидко переріс у масові антиурядові виступи петроградських робітників і солдатів петроградського гарнізону, що врешті-решт призвело до повалення російського самодержавства і створення Тимчасового уряду, який зосередив у своїх руках всю законодавчу і виконавчу владу в Росії. 27 лютого (12 березня) 1917 року загальний страйк переріс в озброєне повстання; війська, які перейшли на бік повсталих, зайняли найважливіші пункти міста, урядові будівлі.
2(15) березня 1917 року російський імператор Микола II зрікся престолу на користь свого брата Михайла Олександровича, який наступного дня також відрікся від російської корони, надавши визначити форму правління в Росії Установчим зборам.
Після цього в Росії було утворено Тимчасовий уряд на чолі з князем Г. Є. Львовим. Тимчасовий уряд відразу ж заявив, що Росія буде продовжувати війну «до переможного кінця» і не планує укладати сепаратний мирний договір з Німеччиною. Замість Миколи II Верховним головнокомандувачем Російської армії став М. В. Алексєєв.
Почалося розкладення російської армії, яка стала стрімко втрачати свою боєздатність. Великого поширення набули «братання» з солдатами супротивника. На фронті та в тилу вільно розповсюджувалися антивоєнні більшовицькі і анархістські газети і навіть німецькі пропагандистські видання. Падіння дисципліни серед солдатів супроводжувалося різкими післяреволюційними змінами у вищому командуванні армією. Генерали, які брали участь у змові проти Миколи II, просувалися на вищі пости, а генерали, котрі залишись лояльними царю, зміщувалися зі своїх постів і звільнялися з армії.
Протягом першого півріччя, коли революція в Росії сплутала карти Антанти і вона не могла почати на всіх фронтах одночасного запланованого наступу; у цей період відбувалося єдиноборство Західних держав з Центральними при бездіяльності на Східному театрі.

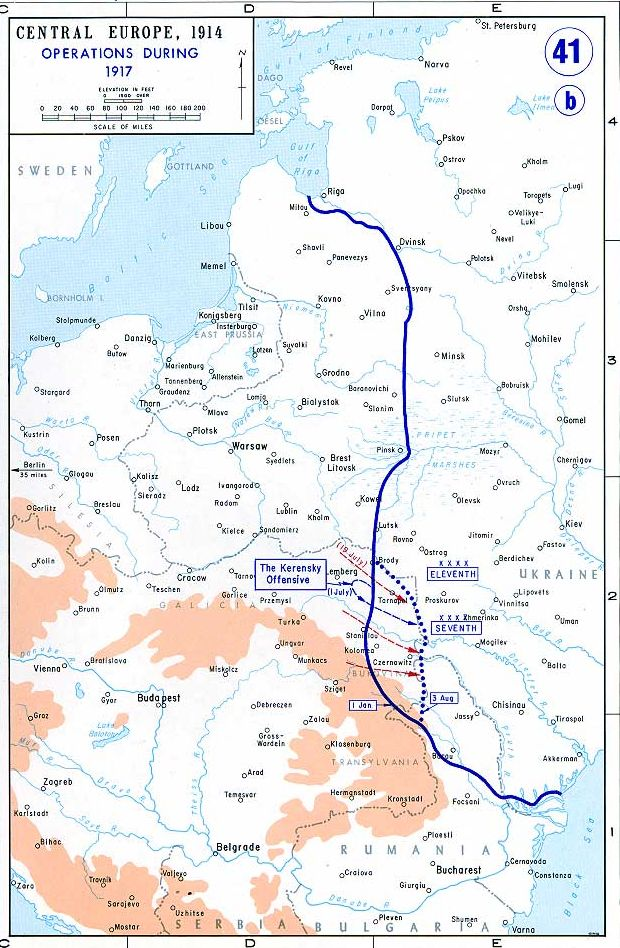
Східний фронт. 1917

#### Червневий наступ
З огляду на те, що Тимчасовий уряд заявив керівництву Антанти про продовження участі Росії у війні, російське командування почало організацію наступу, яке за домовленістю із союзниками мали почати навесні 1917 року. Однак той хаос і розкладання, що панували в російських військах, унеможливили проведення наступу в намічені терміни.
30 березня (12 квітня) генерал М. В. Алексєєв підписав директиву № 2647 про підготовку наступу на російському фронті. За планами командування основну роль в наступі повинні були зіграти війська Південно-західного фронту. 11-та генерала Ерделі І. Г. і 7-ма армії мали наступати в напрямку Львова, а 8-ма армія — на Калуш. Війська Північного, Румунського і Західного фронтів завдавали допоміжних ударів на своїх напрямках.

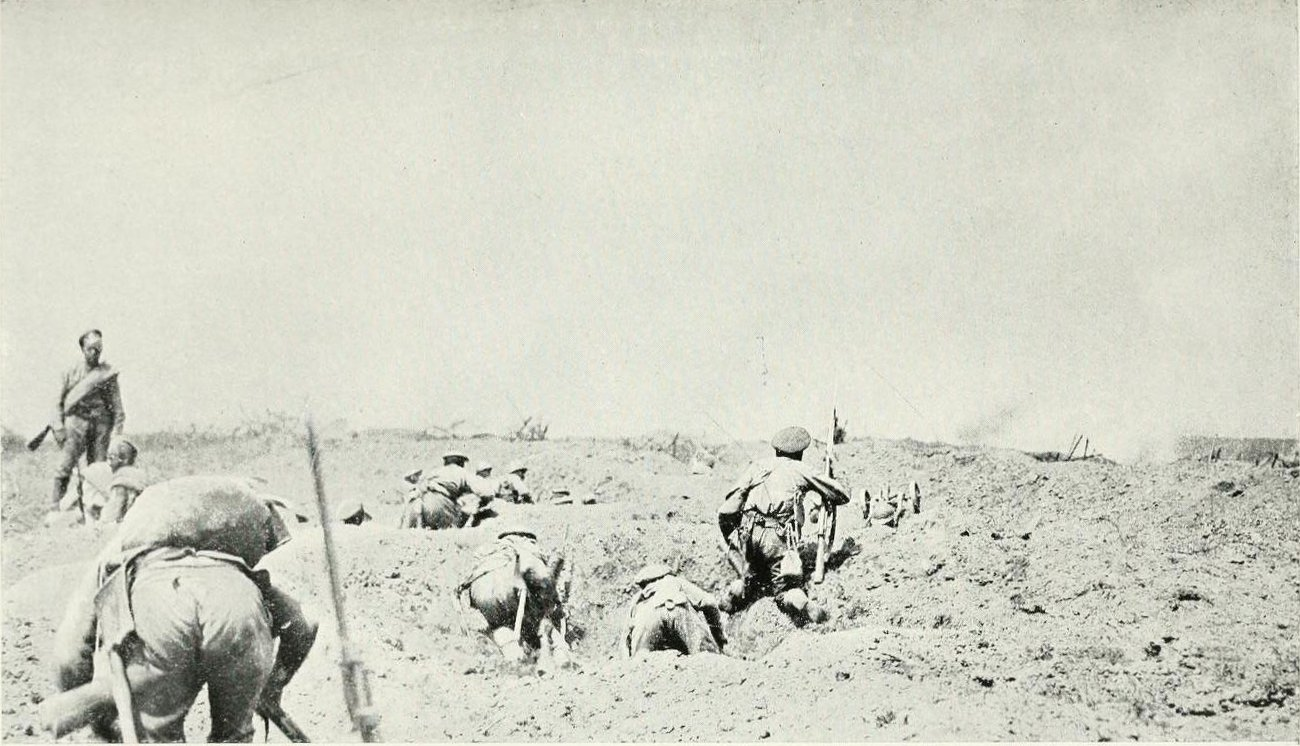
Атака 47-го Сибірського піхотного полку. Наступ Керенського. Літо 1917

Почалася посилена підготовка армії до наступу, по фронтах роз'їжджали агітатори Тимчасового уряду, закликаючи солдатів йти в наступ. Але солдати відмовлялися воювати, Верховний головнокомандувач генерал О. О. Брусилов отримував з фронтів інформацію про загрозливе становище у військах, що свідчило про неможливість розраховувати на успіх операції. 25 червня (8 липня) Брусилов телеграфував Керенському про перенесення термінів наступу: на Північному фронті — на 5 (18) липня, на Західному фронті — не пізніше 3 (16) липня. Причиною відстрочки наступу, як вказувалось у телеграмі, «є небажання військ наступати».
16 (29) червня 1917 року почалася артилерійська підготовка на ділянці Південно-Західного фронту генерала Гутора О. Є. 18 червня (1 липня) в наступ перейшли 7-ма і 11-та армії, яким на деяких ділянках вдалося захопити перші лінії окопів і просунутися вперед. Але потім наступ зупинився. Серед солдатів почалось бродіння, вони стали обговорювати накази і мітингувати, відмовлялися продовжувати наступ. Врешті-решт вже 20 червня (3 липня) наступ зупинився.
23 червня (6 липня) розпочався наступ 8-ї армії генерала Корнілова Л. Г. на ділянці Галич — Станіслав в напрямку Калуша. Прорвавши оборону, російська армія захопила понад 7 000 полонених і 48 гармат. Потім вона зайняла Станіслав, Галич і Калуш. Однак незабаром австро-німецьке командування завдало контрудар по правому флангу Південно-Західного фронту. 19 липня прорвавши фронт 11-ї армії, австро-німецькі війська продовжили наступ, що спричинило відхід частин 7-ї і 8-ї армій. Під час цих боїв наочно проявився повний розвал російської армії. Цілі частини без наказу відходили з лінії фронту. Австро-німецькі війська, зустрічаючи незначний опір просунулися через Галичину і 28 липня російські війська зупинилися на лінії Броди, Збараж, річка Збруч.
Спроба наступу російсько-румунських військ мала місце і на Румунському фронті. Спочатку російсько-румунським військам вдалося прорвати фронт і здобути ряд перемог. Однак незабаром після невдач російських військ на інших фронтах наступ було зупинено. 6 серпня австро-німецькі війська завдали контрудар, зав'язалися запеклі бої. Однак російсько-румунські війська зуміли утримати позиції, і 13 серпня бої припинилися. Після чого фронт знову стабілізувався, і до кінця війни бойові дії тут не велися.

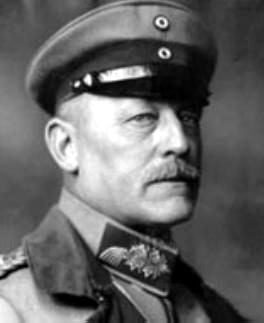
Німецький генерал від інфантерії О. фон Гут'єр

8—10 (21—23) липня була вжита спроба почати наступ військами Північного фронту, однак намагання командування змусити війська фронту перейти в наступ закінчилися повним провалом.

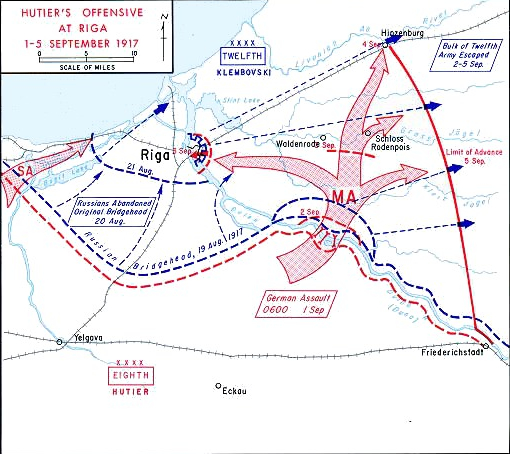
Ризька операція німецьких військ. 1917

Червневий наступ зазнав невдачі. Звістки про поразку на фронті посилили обурення в народі. Вранці 3 (16) липня солдати 1-го кулеметного полку в Петрограді виступили з вимогою повалення Тимчасового уряду збройним шляхом. 4 (17) липня в Петрограді відбулася грандіозна антивоєнна демонстрація.

#### Північний напрямок та осінь 1917 року
Після закінчення боїв у південній частині Полісся влітку 1917 року, кайзерівське командування вирішило перенести свої основні зусилля на північний фланг Східного фронту. Проведення чергової наступальної операції з обмеженими цілями планувалось здійснити порівняно невеликими силами 8-ї армії генерала О. фон Гут'єра, що мав оточити північніше Риги 12-ту російську армію генерала Парського Д. П..
19 серпня (1 вересня) 1917 німецькі війська перейшли в наступ. При цьому вони застосовували нову тактику прориву: виділення мінімального часу на артилерійську підготовку атаки та стрімкий перехід в атаку піхотних підрозділів, які для забезпечення раптовості висувалися на вихідні позиції в останню мить. Одночасно димовою завісою, що утворювалась від вибухів спеціальних димових снарядів, закривались вогневі точки противника. Цей метод отримав надалі назву «гут'єрівська тактика».
21 серпня (3 вересня) німецькі війська захопили Ригу, росіяни відступили до Вендена. Невдовзі після опанування міста угруповання О. фон Гут'єра припинило свій наступ і закріпилось на захоплених рубежах. Втрати російської армії в операції становили 18 тис.осіб (з них 8 тис. полоненими), німців — 4 тис. осіб.

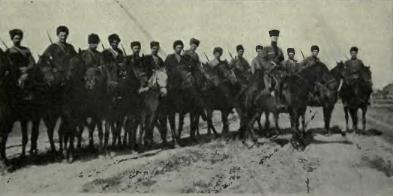
Кіннота Кавказької тубільної кінної дивізії, що підтримувала Корніловський заколот. Осінь 1917

Невдовзі німці провели ще одну успішну операцію — з моря опанували естонські острови Моонзундського архіпелагу (Езель, Даго та Моон на той час територія Автономного правління Естонії у складі Російської республіки). Російський Балтійський флот був змушений відвести основні сили надводних кораблів від островів. Німці оголосили про захоплення 20 000 полонених та 100 захоплених гармат під час проведення операції «Альбіон».

#### Політична ситуація
Спроба генерала Корнілова Л. Г. у вересні 1917 встановити диктатуру в Росії закінчилась провалом. Корніловський заколот та його розгром зумовили зменшення авторитету Тимчасового уряду, який не зумів ані попередити заколот, ані організувати рішучу відсіч заколотникам. Посилився вплив більшовиків у радах, почалася так звана «більшовизація рад».
25 жовтня (7 листопада) 1917 року у Російській республіці відбувся Жовтневий переворот. Тимчасовий уряд був скинутий, державна влада перейшла в руки озброєного пролетаріату під проводом більшовиків. Природним наслідком цього державного перевороту став вихід Росії з війни. Німецьке командування, яке останнім часом утримувало на Російському фронті 80 дивізій, тобто 1/3 своїх збройних сил, з кінця жовтня почала перекидати їхню частину на Французький театр.
26 жовтня (8 листопада) Другим Всеросійським з'їздом рад був ухвалений Декрет про мир, в якому проголошував принцип мирного співіснування держав з різним суспільним ладом; пропонував усім воюючим державам та урядам негайно розпочати переговори про укладання миру без анексій і контрибуцій, на період переговорів увести перемир'я строком на три місяці. Верховному головнокомандувачу армії Духоніну М. М. наказали припинити в односторонньому порядку бойові дії на Східному фронті й направити пропозиції про перемир'я країнам Четверного союзу. Коли той відмовився це зробити, його усунули від командування. Головнокомандувачем був визначений більшовицький комісар у військових справах прапорщик Криленко М. В.
13 (26) листопада він з Двінська направив парламентарів до німецького командування з дорученням почати переговори про перемир'я. Російським парламентарям була вручена відповідь головнокомандувача німецьким Східним фронтом принца Леопольда Баварського, в якій німці продемонстрували згоду вступити в перемовини з російським головнокомандувачем Криленко М. В.

#### Підсумки кампанії 1917 року
Кампанія 1917 року носила усі ознаки впливу політичних подій того часу, які кардинально змінили стратегічне положення сторін на Східному театрі війни. Дві революції й громадянська війна, що тільки починалась, практично вибили Росію з Великої війни, російсько-румунський фронт перестав існувати. Перенесення центру ваги військових операцій кайзерівської армії на Східний фронт увінчалось успіхом. Німецька армія визволилась від найбільшого зі своїх фронтів — російського, який простягався від Балтійського до Чорного моря, й отримала змогу зосередити основні зусилля на головному театрі війни — Західному, де Людендорф рішучою перемогою планував досягти бажаного для Німеччини миру, доки у війну не вступили Сполучені Штати.
Значно полегшувалось положення Австро-Угорщини та Туреччини, які позбавились свого основного супротивника — російської армії.

### Кампанія 1918 року
28 січня 1918 року радянська делегація з гаслом «війну припиняємо, але мир підписувати не будемо» перервала переговори. У відповідь 18 лютого німецькі війська розпочали наступ по всій лінії фронту. На цей час на Східному фронті знаходилося 81,5 піхотних дивізій країн Четверного союзу, в тому числі 50,5 німецьких, 28 австро-угорських, 2 болгарські і 1 турецька, а також 18 кавалерійських (9 німецьких, 8 австро-угорських, 1 болгарська) дивізій.
Армії Центральних Держав майже безперешкодно просувалися територією колишнього потужного супротивника і опанували колосальні землі Балтії, України, Білорусі, тим самим примушуючи більшовицький уряд Росії до скорішого підписання Берестейського договору.
На фоні подій 1917 року, Жовтневого перевороту та Громадянської війни, що розгоралася, російські війська були не спроможні чинити серйозного опору окупаційним силам Німеччини та Австро-Угорщини.
3 березня 1918 року Берестейський мирний договір було врешті підписано, за яким Росія втрачала близько 1 млн км² (включаючи Україну) і зобов'язувалася демобілізувати армію і флот, передати Німеччині кораблі та інфраструктуру Чорноморського флоту, виплатити контрибуцію в розмірі 6 млрд марок, визнати незалежність України, Білорусі, Литви, Латвії, Естонії та Фінляндії. На території цих країн були створені уряду, що залежали від Німецької імперії.
До осені 1918 року війська Центральних держав закінчили наступальні дії на території колишньої Російської імперії та зупинились на лінії Нарва, Псков, Орша, Бєлгород, Міллерово, Ростов-на-Дону, Керч, окупували все Закавказзя.